# Архитектура Испании

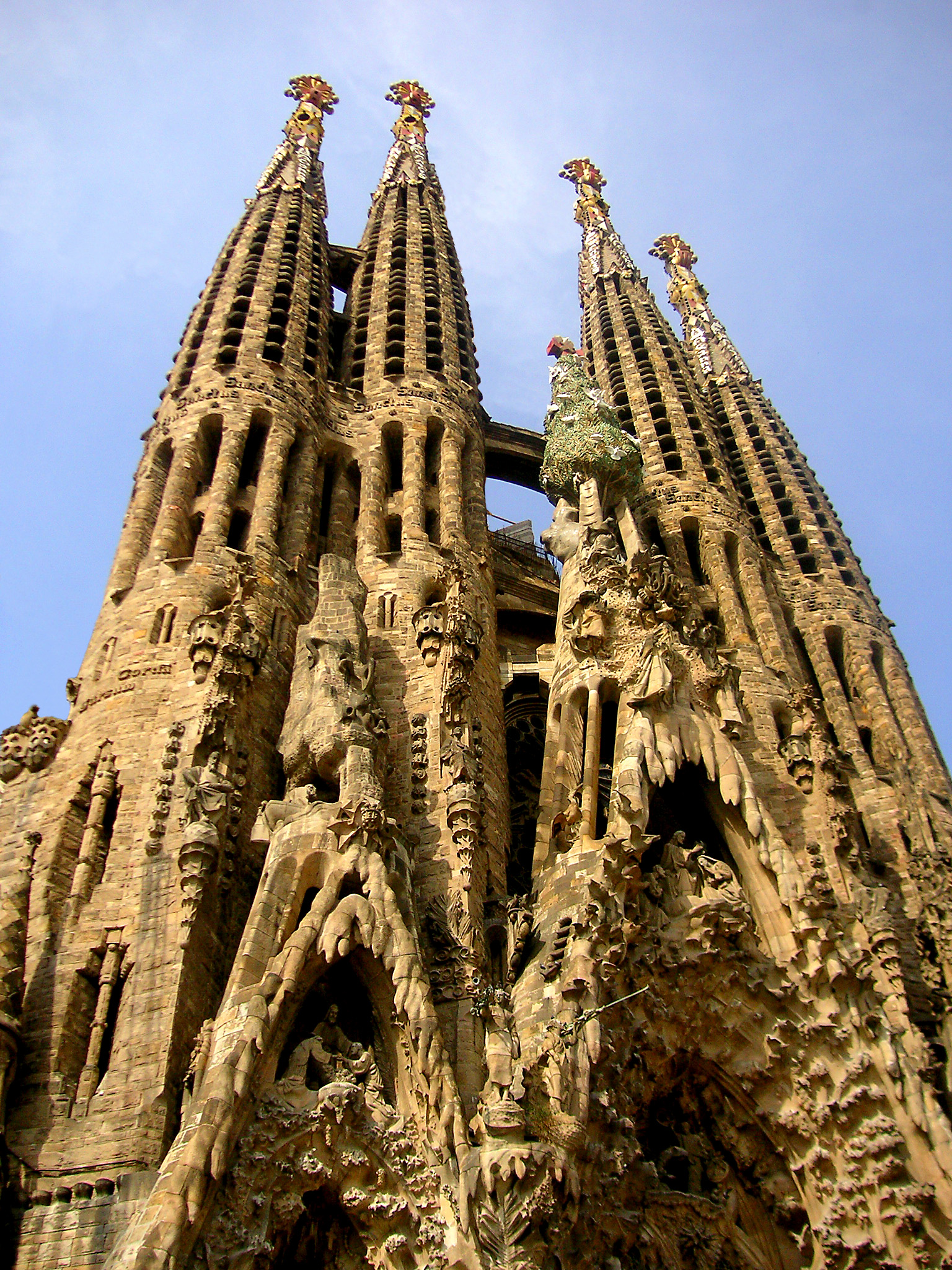
Храм Святого Семейства Антони Гауди, Барселона.

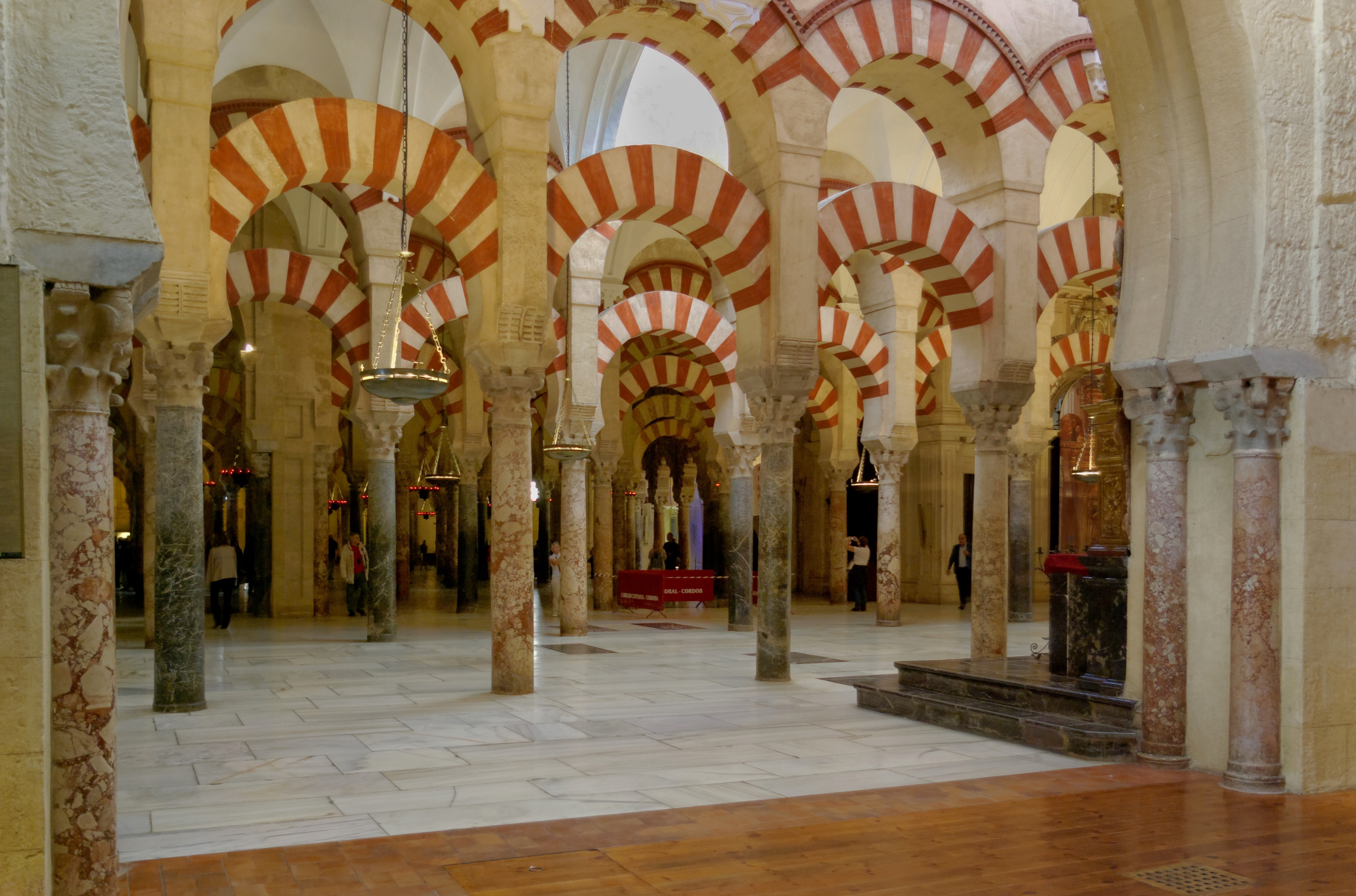
Мескита, Кордоба

Архитектура Испании — совокупность архитектурных произведений Испании, а также созданных испанскими архитекторами за пределами страны по всему миру. Вследствие пространственно-временного размаха истории Испании, испанское зодчество обогатилось множеством различных влияний и многообразных проявлений.
На Пиренейском полуострове сохранились следы от архитектурных памятников более ранних поселенцев, чем тех, которые описаны в римских источниках (иберов, кельтиберов, кантабров и др.). Они сравнимы с другими памятниками средиземноморского региона и сродни североевропейским культурам.
Настоящее развитие началось с прибытием римлян, которые оставили после себя некоторые из наиболее впечатляющих сооружений Римской Испании. Как и по всему Западу, нашествие вандалов, саевов и вестготов привело к глубокому упадку в использовании технологий, которые были введены римлянами, и принесло за собой ряд более строгих строительных технологий с религиозным значением. Появление мусульман в 711 году радикально определило развитие зодчества на 8 веков вперёд и повлекло за собой значительный культурный прогресс, в том числе и в архитектуре. Кордова, как столица Омейядского халифата, и Гранада, как столица Насридов, стали исключительно влиятельными центрами культуры.
Одновременно в христианских королевствах постепенно стали появляться и развиваться самобытные архитектурные формы, не подвергнутые поначалу европейскому влиянию, но присоединившиеся со временем к крупным европейским архитектурным течениям — романике и готике, достигшим необыкновенного расцвета и оставившим за собой многочисленные образцы религиозного и гражданского строительства на всей испанской территории. Одновременно, с XII по XVII века, развивался некий синтетический стиль, мудехар, сочетающий европейские конструкции и арабское декоративное искусство.
В конце XV века, до возникновения колониального стиля и барокко в испанской Америке, в Испании появились произведения архитектуры Возрождения, в основном, рук местных мастеров (Педро Мачуки, Гаспара де Веги, Хуана-Баутисты де Толедо, Хуана де Эрреры, Андреса де Вандельвиры и др.). В испанском барокко, изначально не подверженном внешнему влиянию, появилось собственное пышное направление — чурригереско. Основные памятники этого этапа сохранились на американских землях Испанской империи — в основном это миссии, соборы и государственные учреждения. Колониальный стиль, преобладавший на протяжении веков, до сих пор оказывает значительное влияние на архитектуру Мексики, Центральной Америки и стран южноамериканского тихоокеанского побережья. Кульминацией неоклассицизма считаются работы Хуана де Вильянуэвы и его последователей.
В XIX веке приходится говорить о двух аспектах. С одной стороны, об усилиях, которые инженеры вкладывали в развитие нового строительного языка и импульс конструктивного прогресса, с применением новых материалов — железа и стекла. С другой стороны, академические течения, которые изначально увлекались историзмом и эклектизмом, а позже переключили своё внимание на регионализм. Распространение модерна в академических кругах способствовало появлению в XX веке таких выдающихся мастеров как Антони Гауди. Интернациональный стиль в Испании возглавили такие группы как ГАТЕПАК.
В испанской современной архитектуре имеет место настоящая технологическая революция. Её представители —Рафаэль Монео, Сантьяго Калатрава, Рикардо Бофиль и другие — числятся среди ведущих фигур на международной сцене.
Художественное значение многих из этих архитектурных произведений, в том числе, целые кварталы испанских городов, стали Всемирным наследием. Испания является второй страной в мире по количеству объектов, объявленных ЮНЕСКО Всемирным наследием, уступая в этом рейтинге только Италии.

## Доисторический период

### Мегалитическая архитектура

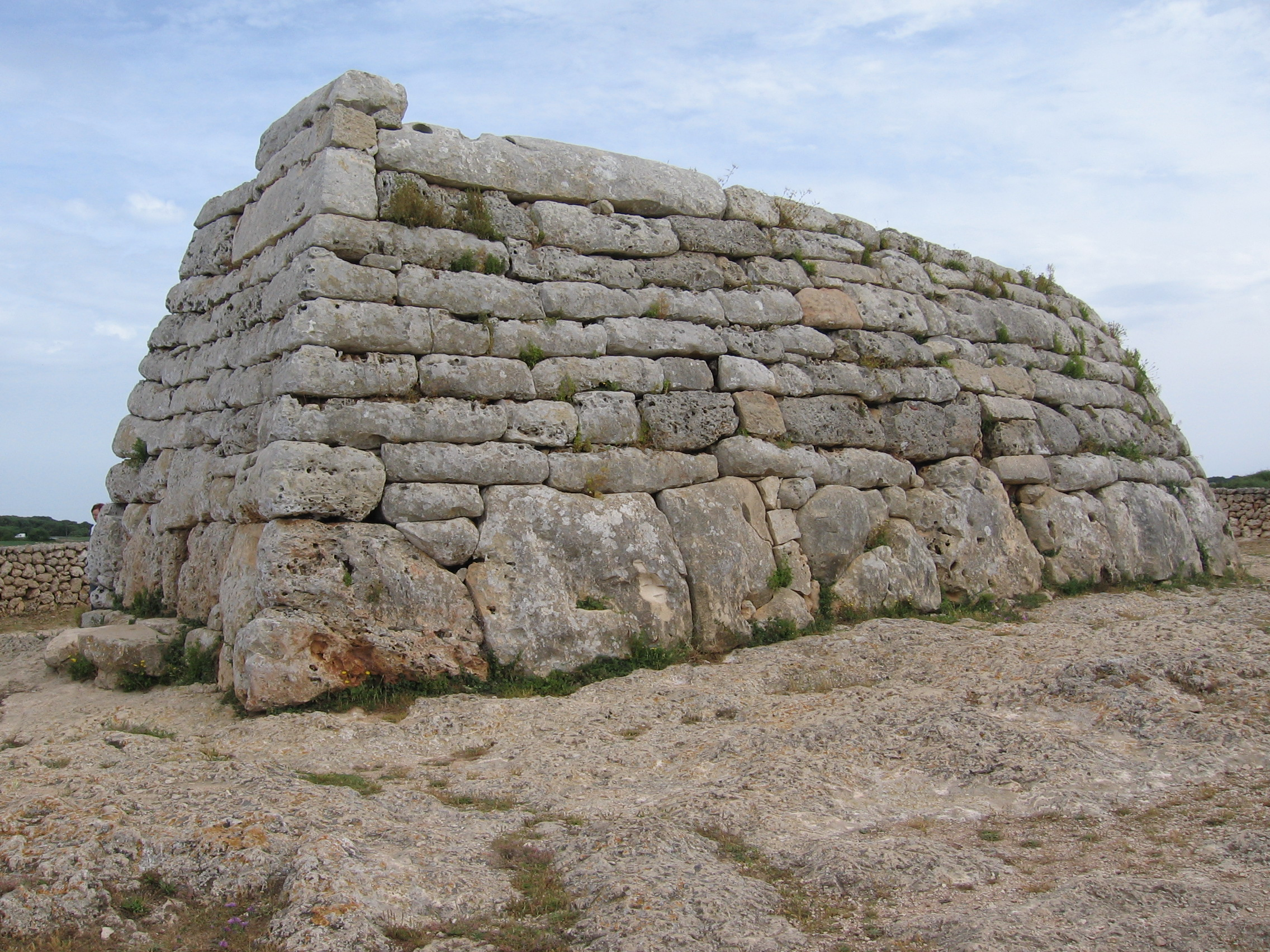
Навета-дес-Тудонс на острове Менорка.

В Каменный век наиболее распространённым мегалитом на Пиренейском полуострове являлся дольмен. В плане эти камерные гробницы имели форму ложной окружности или разностороннего четырёхугольника и состояли из камней большого размера, вколотых в землю и перекрытых другими камнями. По мере того, как развивалось разнообразие форм, в строениях стал появляться коридорный вход, дромос, который с каждым разом становился крупнее, достигнув в итоге ширины самой камеры. На последнем этапе стали часто встречаться сводчатые потолки и ложные купола. В комплексе Антекера находятся некоторые из крупнейших дольменов в Европе. Куэва-де-Менга, лучше остальных сохранившийся дольмен, имеет 25 м в глубину, 4 м в высоту и состоит из 32 мегалитов. Недавно в нём был обнаружен колодец неизвестного происхождения. Лучше всего сохранившиеся памятники Бронзового века находятся на Балеарских островах, где можно встретить строения трёх типов: таула, в виде буквы Т, талайот и навета. Талайоты служили как оборонительные башни и имели форму усечённого конуса или пирамиды. Как правило, они опирались на центральный столб. Наветы строились из камней крупного размера и имели форму, похожую на корпус судна.

### Кельтская и иберская архитектура

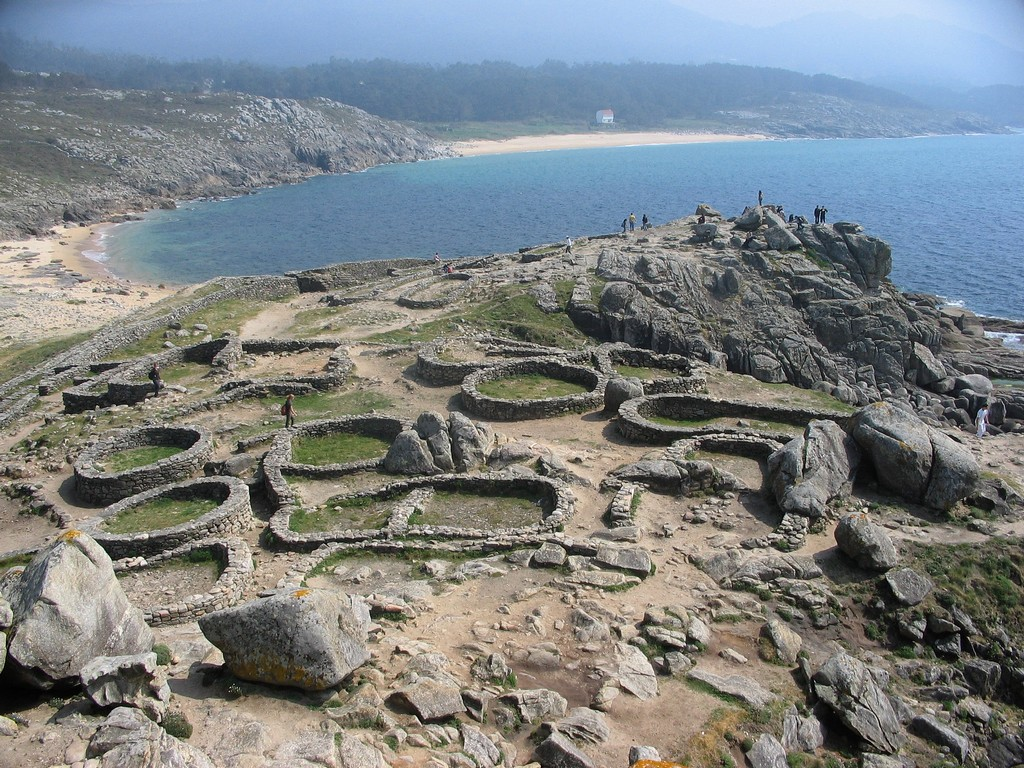
Городище в Галисии: Кастро-де-Баронья

Культура кастро, существовавшая на севере и в центре полуострова, имела прямую или косвенную связь с кельтскими народами. Её характерные строения, кастро, являлись обнесёнными стеной городищами, как правило, расположенными на холмах или на горах. Поселения-кастро можно встретить по всему бискайскому побережью и на Месете. Особенное их сосредоточение наблюдается в долине реки Дуэро и в Галисии. Выраженными примерами этой архитектуры можно считать Коготас и Улаку (провинция Авила), а также Кастро-де-Санта-Трега(провинция Понтеведра).
Дома кастро — от 3,5 до 5 метров в диаметре и, как правило, круглой формы в плане (хотя встречаются также и четырёхугольные), построены из камня, имеют соломенную крышу и одну центральную колонну. Улицы, как правило, были правильной формы, из чего следует, что в этих городищах существовала какого-либо вида центральная власть.
Кроме того, на территории Испании зафиксированы распространённые на всём кельтском ареале оппидумы.
Города ареваков связаны с иберской культурой, в которой градостроительство достигло значительной степени развития и были застроены такие населённые пункты как Нуманция. Устройство других поселений проще, зачастую они вырыты в скалах (к примеру, Терманция).

## Римская эпоха

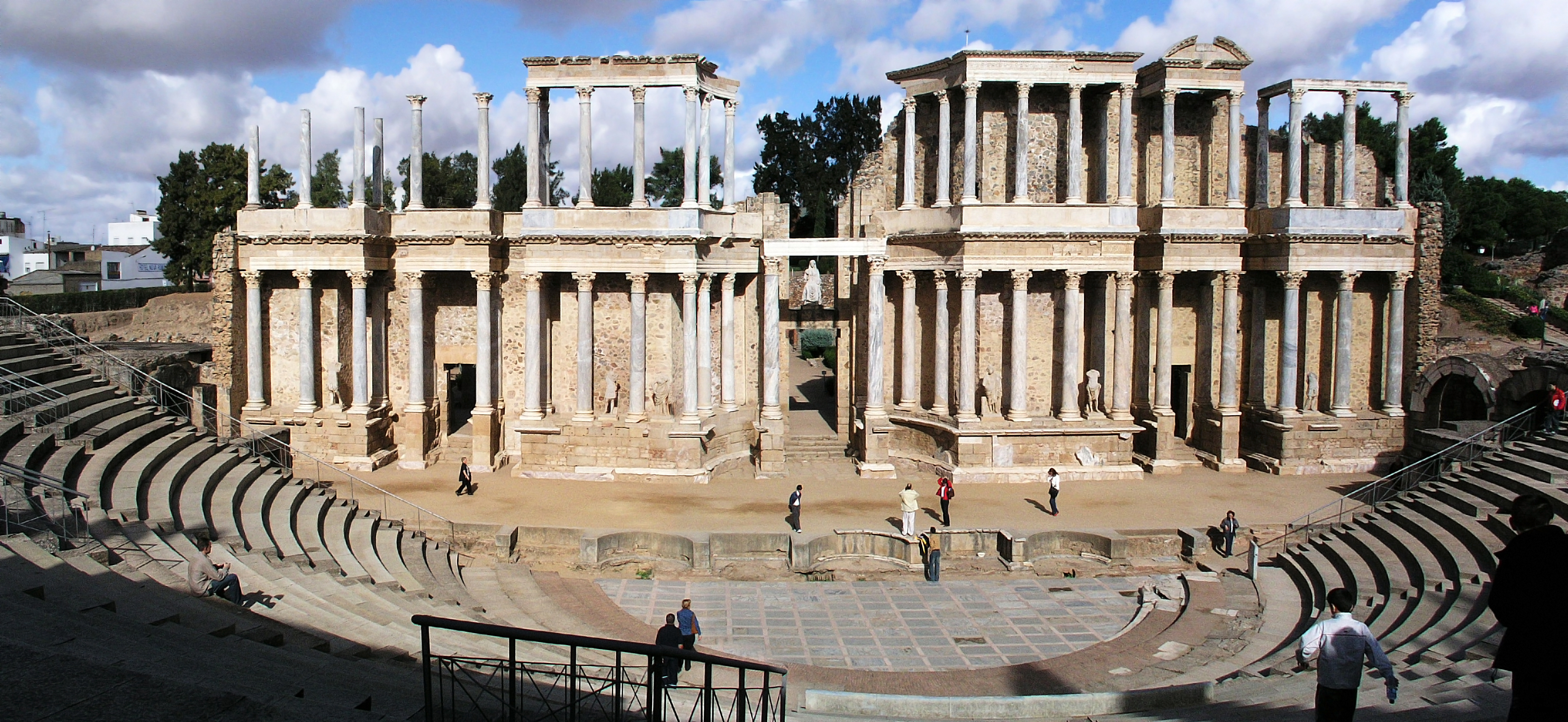
Римский театр в Мериде

### Развитие городов
Римское завоевание Испании началось в 218 году до н. э. и закончилось практически полной романизацией Пиренейского полуострова. Население глубоко впитало римскую культуру: древнегреческие, финикийские и иберские поселения и военные лагеря превратились в крупные города, соединённые сетью дорог (Аугуста Эмерита в Лузитании, Кордуба, Италика, Испалис, Гадес в Бетике, Тарракон, Новый Карфаген, Цезараугуста , Астурика Аугуста, VII Парный легион и Лукус Аугусти в Тарраконской Испании). Прогресс в строительстве способствовал созданию некоторых памятников, не уступающих по качеству даже столице Риму.

### Сооружения

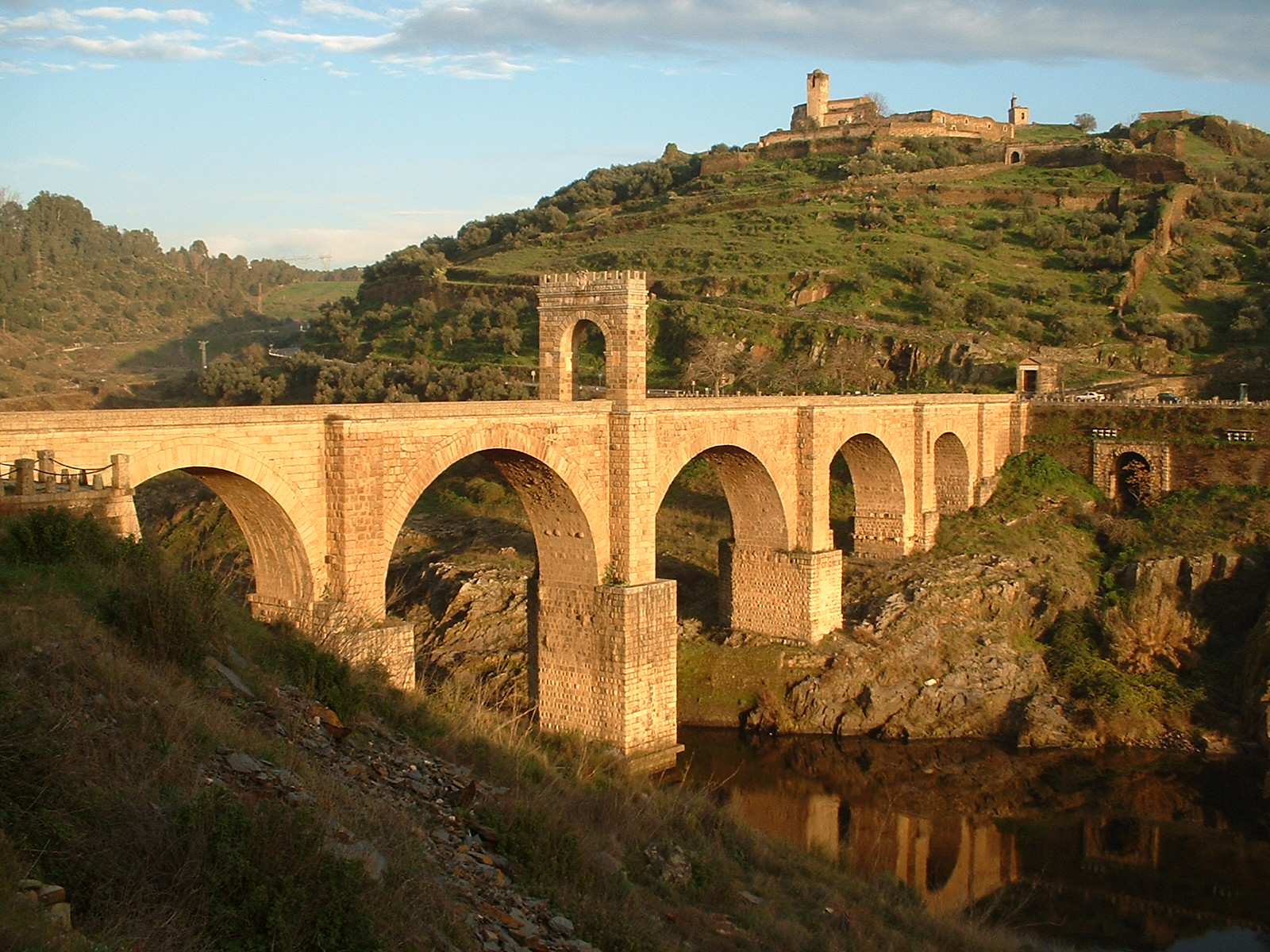
Алькантарский мост, провинция Касерес

Строительная инженерия римлян нашла применение во впечатляющих работах, таких как Акведук в Сеговии или Акведук Милагрос в Мериде, Алькантарском мосте через реку Тахо, Кордубском мосте через Гвадалкивир и Меридском мосте через Гвадиану. Также были возведены маяки, такие как и поныне действующая в Ла-Корунье Башня Геркулеса. Инженерное дело получило особый толчок во времена императора Траяна (98—117 годы).
Строительство развлекательных объектов представлено театрами Мериды, Картахены, Сагунто, Тиермеса, Кадиса, амфитеатрами Мериды, Италики, Тарракона, Сегобриги, цирками Мериды, Кордобы, Толедо, Сагунто и многими другими.
Так же можно найти на полуострове религиозные сооружения: храмы Кордобы, Вика, Мериды (Дианы и Марса) и Талаверы-ла-Вьехи, среди прочих. Основными погребальными памятниками являются башня Сципионов в Таррагоне, портик в Саламее-де-ла-Серене и семейные мавзолей Атилиев в Садабе и построенный во II веке мавзолей в Фабаре. В Капарре, Баре и Мединасели можно найти триумфальные арки.

## Раннесредневековая (дороманская) архитектура
В испании дороманским называется христианское искусство, промежуточное между классической Античностью и романским периодом. К нему причисляются разнообразные произведения, созданные в отдалённые века отличающимися друг от друга культурами. На испанской территории дороманская архитектура характеризуется большим разнообразием. Некоторые её ответвления, такие как астурийское искусство, показывают высокий уровень утончённости, делая скидку на эпоху и культурный контекст того времени.

### Вестготская архитектура

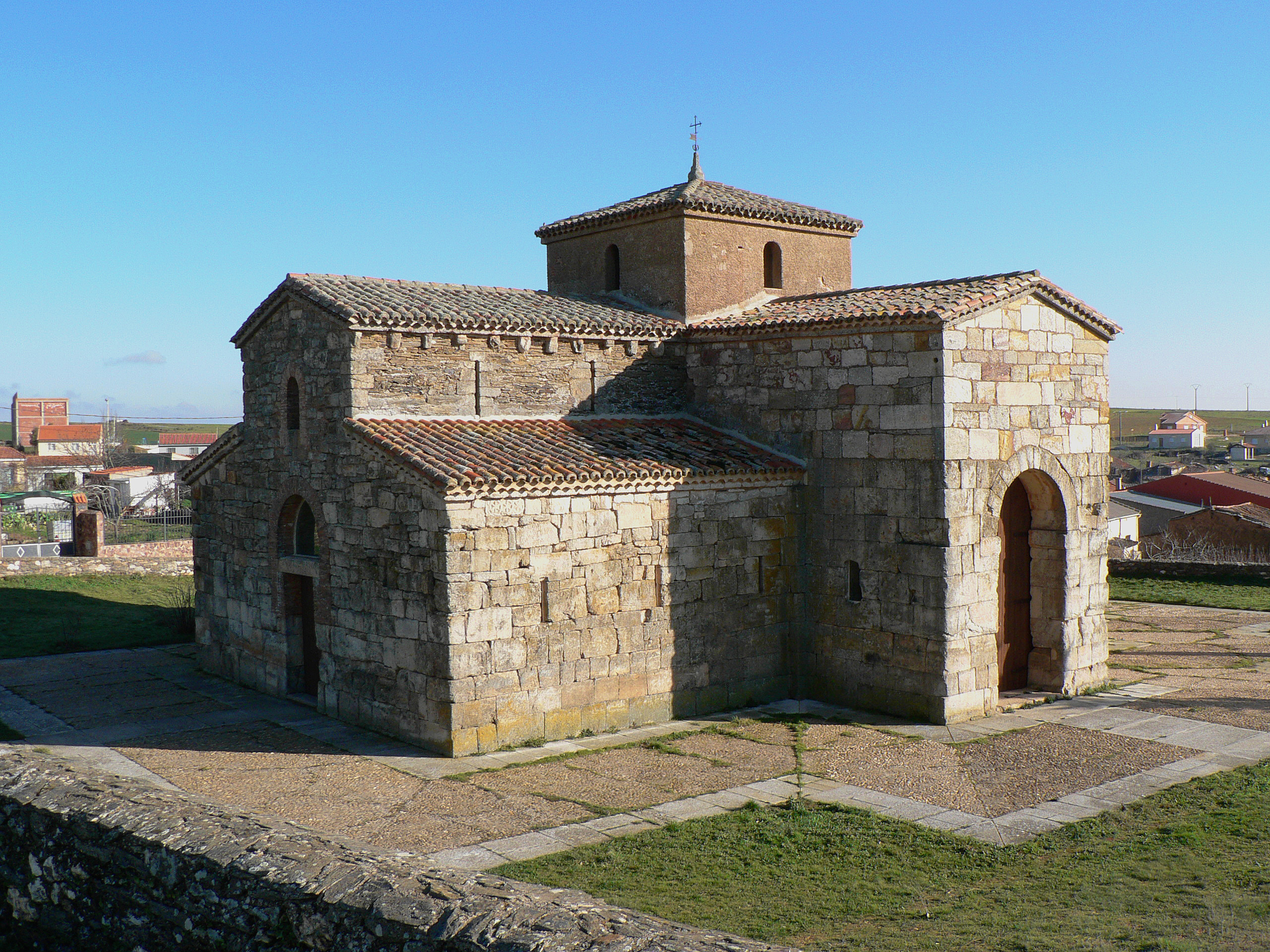
Сан-Педро-де-ла-Наве, Самора.

Из памятников VI века, следует упомянуть руины базилики Кабеса-де-Гриего (провинция Куэнка) и небольшую церковь в Сан-Кугате-дель-Вальесе (провинция Барселона). Вторая из них находится в очень плохом состоянии, но несмотря на это, чётко отслеживается однонефность интерьера, завершающегося апсидой. К следующему веку относятся Сан-Педро-де-ла-Наве, Сан-Хуан-де-Баньос, Санта-Мария-де-Кинтанилья, план которой повторяется в более поздних храмах периода нового заселения (неверно причисленных к категории мосарабского искусства). Во всём остальном, зодчие этой эпохи следуют принципам раннехристианской религиозной архитектуры. Среди наиболее представительных памятников можно перечислить следующие:
- Церковь Сан-Педро-де-ла-Наве(Сан-Педро-де-ла-Наве-Альмендра, провинция Самора);
- Церковь Санта-Комба (Банде, провинция Оуренсе);
- Церковь Сан-Хуан-Баутиста (Баньос-де-Серрато, провинция Паленсия);
- Крипта Святого Антолина под Паленсийским собором (провинция Паленсия);
- Церковь Сан-Педро-де-ла-Мата(Сонсека, провинция Толедо);
- Скит Санта-Мария (Кинтанилья-де-лас-Виньяс, провинция Бургос).

### Астурийская архитектура

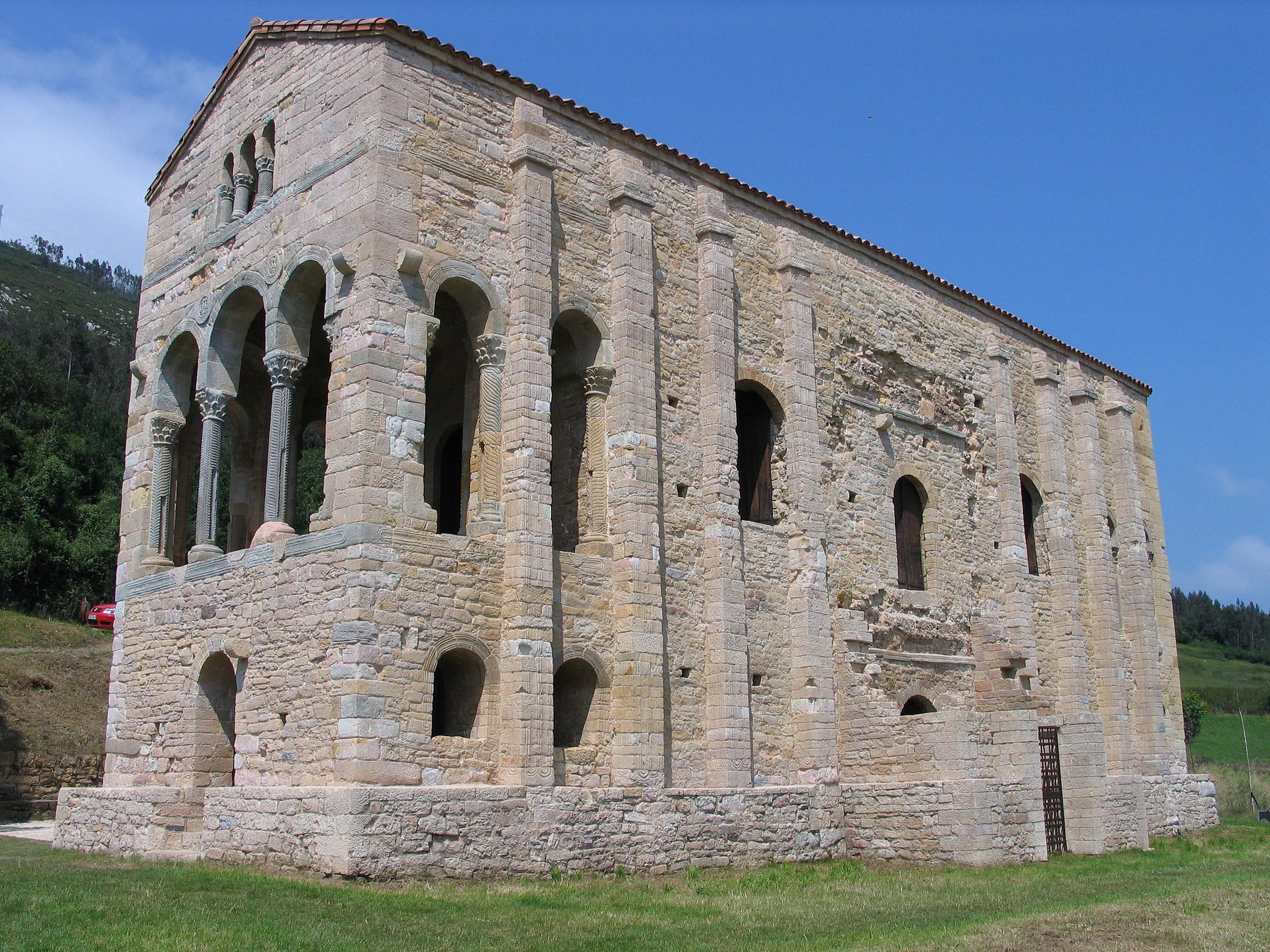
Санта-Мария-дель-Наранко, Астурия

Королевство Астурия было основано в 718 г., когда собрание астурских племён приняло решение назначить Дона Пелайо своим вождём. Пелайо объединил под своим начальством местные племена и вестготских беженцев с целью восстановить готский порядок.
Астурийский дороманский стиль сочетал в себе элементы местных традиций и других течений, в частности, вестготского. Таким образом, он нашёл собственные очертания и приобрёл самобытный характер, достигнув значительного уровня утончённости, не только в строительной технологии, но и в эстетическом аспекте.
Этапы развития астурийского дороманского стиля явно совпадают с этапами политического развития королевства. В основном, эта архитектура носила придворный характер. Можно различить в ней пять этапов: первый — c правления Фавилы до Бермудо I (737—791); второй включает в себя царствование Альфонсо II (791—842), когда происходит становление самобытного стиля астурийского зодчества. Оба эти периода считаются дорамирскими. Главная церковь, возведённая за это время, — Сан-Хулиан-де-лос-Прадос в Овьедо, в которой интересует её система объёмов и программа иконографических фресок, близко связанная с римской настенной живописью. На этом этапе появились в апсидах первые сквозные перегородки и тройчатые окна. Камара-Санта собора Овьедо, церкви Сан-Педро-де-Нора и Санта-Мария-де-Бендонес также принадлежат к дорамирскому периоду.
Третий период включает в себя правления Рамиро I (842—850) и Ордоньо I (850—866). Это так называемый рамирский период, в котором, считается, стиль достиг кульминации, благодаря работам неизвестного зодчего, который ввёл новые элементы орнамента, новые конструкции (цилиндрический свод) и закрепил использование поперечных арок и контрфорсов, которые нашли применение в романской архитектуре два века спустя. Некоторые исследователи указывают на необъяснимое наличие сирийского влияния в орнаменте. За этот период было возведено большинство шедевров этого стиля: павильоны на горе Наранко (дворец Санта-Мария-дель-Наранко и церковь Сан-Мигель-де-Лильо) и церковь Санта-Кристина-де-Лена.
В четвёртом периоде, который совпадает с правлением Альфонсо III (866—910), становится заметным мосарабское влияние на астурийскую архитектуру и распространяется использование подковообразной арки. Пятый и последний этап совпадает с переездом двора в Леон, в связи с чем Королевство Астурия начинает называться Королевством Леон. Дороманский стиль вступает в фазу, которую можно охарактеризовать как искусство периода нового заселения.

### Мосарабская архитектура

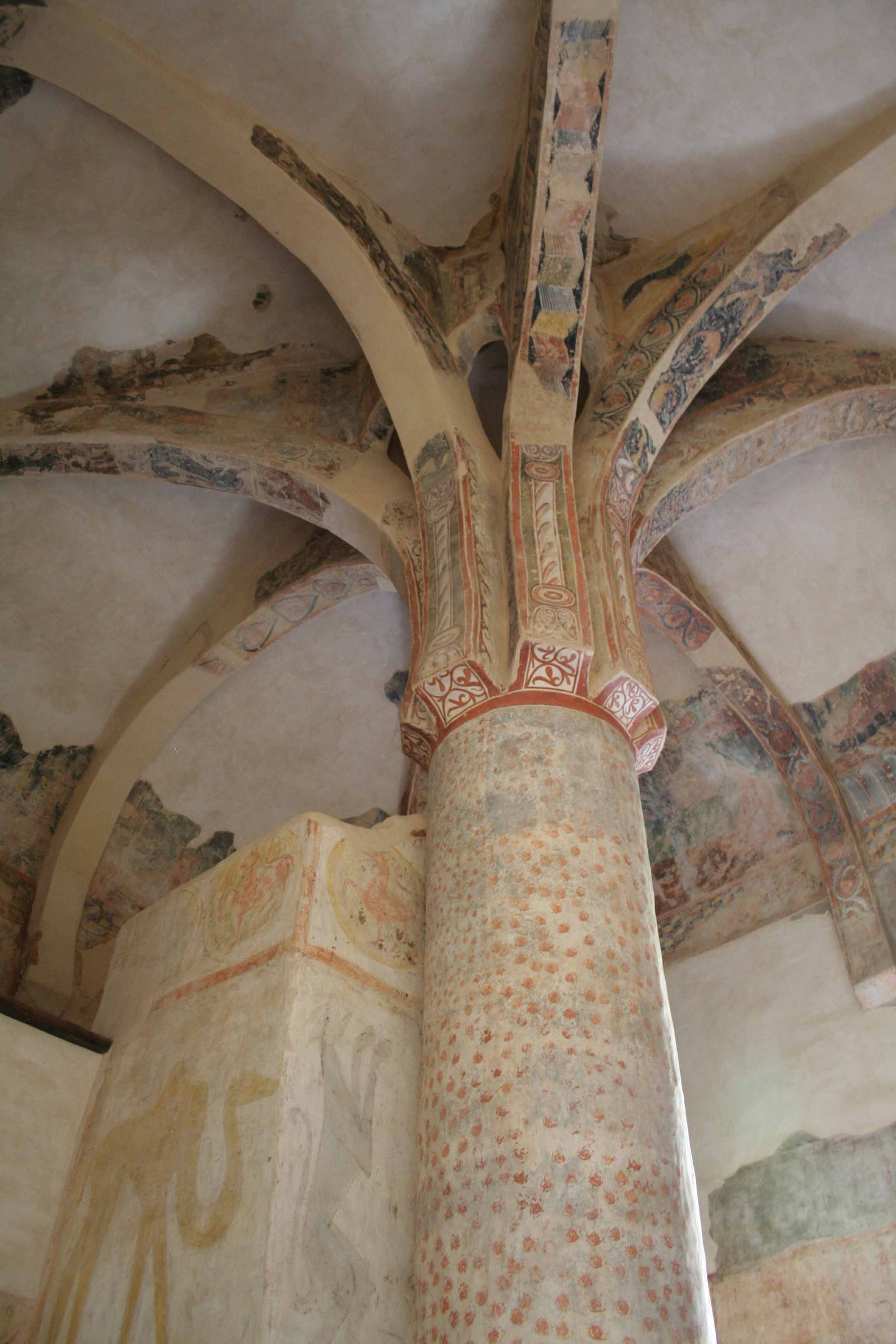
Скит Сан-Бауделио-де-Берланга

Мосарабская архитектура — архитектура мосарабов, христиан, проживавших на мусульманской территории Испании с начала арабского нашествия (711 год) до конца XI века, которые поддерживали дифференцированный характер относительно христиан из северных королевств, в которые они эмигрировали последовательными волнами или в которых они оказались вследствие Реконкисты. Пример их зодчества можно найти в церкви Бобастро, храме, вырытом в скале, расположенном на месте, известном как Месас-де-Вильяверде (Ардалес, провинция Малага), от которой остались лишь развалины. Другое сооружение, выполненное в этом архитектурном стиле — церковь Санта-Мария-де-Мельке, вблизи от Ла-Пуэбла-де-Монтальбан (провинция Толедо). Стилистическая принадлежность этого храма не до конца ясна, так как в нём сосуществуют вестготские и мосарабские черты. Так же не окончательно определено его датирование. Скит Сан-Бауделио-де-Берланга представляет собой неизвестный доселе тип строения: четырёхугольный в плане, с трибуной в гипостильном зале, по подобию мечетей, и перекрытием, которое держится на одной единственной колонне в виде пальмы. Как эта колонна, так и внутренние стены, обильно украшены фресками, на которых изображаются сцены охоты и диковинные звери. Можно сказать, что в этом храме кладётся начало для строений романского стиля, таких как церковь Санта-Мария-де-Эунате и других сооружений тамплиеров с централизованной композицией, как Торрес-дель-Рио и Вера-Крус в провинции Сеговии.
Как уже было указано, последние исследования склонны не определять как мосарабские элементы христианских сооружений на севере полуострова.

### Архитектура периода нового заселения
Традиционно считалось, что с конца IX до начала XI века дороманский стиль северных христианских королевств развивался под мосарабским влиянием. В настоящее время эта теория находится под вопросом. Исследователи предпочитают рассматривать этот период как третью фазу дороманского стиля, последовавшую за вестготской и астурийской. В историческом плане он совпадает с новым заселением долины реки Дуэро и истоков Эбро. Образцами этого периода считаются церковь Сан-Себриан-де-Масоте (провинция Вальядолид), монастырь Сан-Мигель-де-Эскалада (провинция Леон), церковь Сантьяго (Пеньялба-де-Сантьяго, провинция Леон), церковь Сан-Висенте-дель-Валье (провинция Бургос), церковь Санта-Мария (Лебенья, Кантабрия), скит Сан-Бауделио-де-Берланга (Кальтохар, провинция Сория), монастырь Сан-Хуан-де-ла-Пенья (Хака, провинция Уэска), дороманская церковь монастыря Лейре (Наварра), монастырь Сан-Мильян-де-Сусо (Риоха), а также другие саморские и астурийские памятники. Похожий аргумент используется для включения некоторых небольших каталонских церквей, которые считались мосарабскими, в этот стиль (к примеру, Сан-Хулиан-де-Боада и Санта-Мария-де-Матадарс.

## Архитектура Аль-Андалуса

### Кордовский халифат

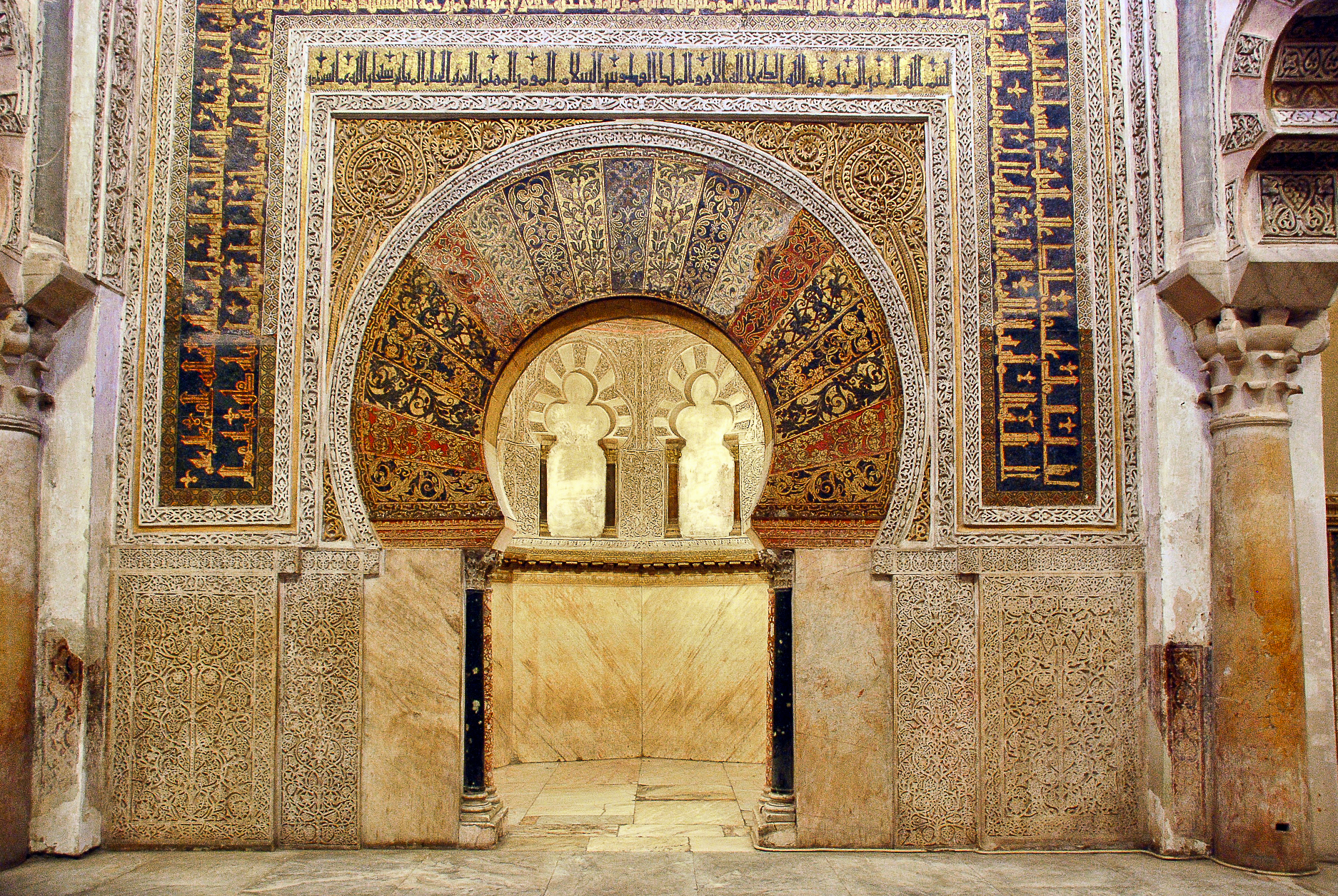
Михраб Мескиты

Вследствие завоевания Испании мусульманскими войсками Мусы ибн Мусайра и Тарика ибн Зияда и падения династии Омеядов в Дамаске, Абд ар-Рахман I, единственный её представитель, спасшийся от преследования аббасидов, основал независимый эмират со столицей в Кордове, которая стала, таким образом, культурной столицей Запада с 750 по 1009 годы.
Омеядская архитектура Аль-Андалуса развивалась исходя из дамасского стиля и присоединяла элементы местной эстетики (в частности, подковообразную арку, характерную для испаноарабов. Зодчие, художники и ремесленники с Востока направлялись в Аль-Андалус и возводили города типа Мадины аз-Захры, блеск которых был невообразим по меркам европейских королевств того времени.
Главным памятником Омеядов в Кордове стала Мескита, возведённая поэтапно при Абд ар-Рахмане I, Абд ар-Рахмане II, Аль-Хакаме II и Аль-Мансуре.

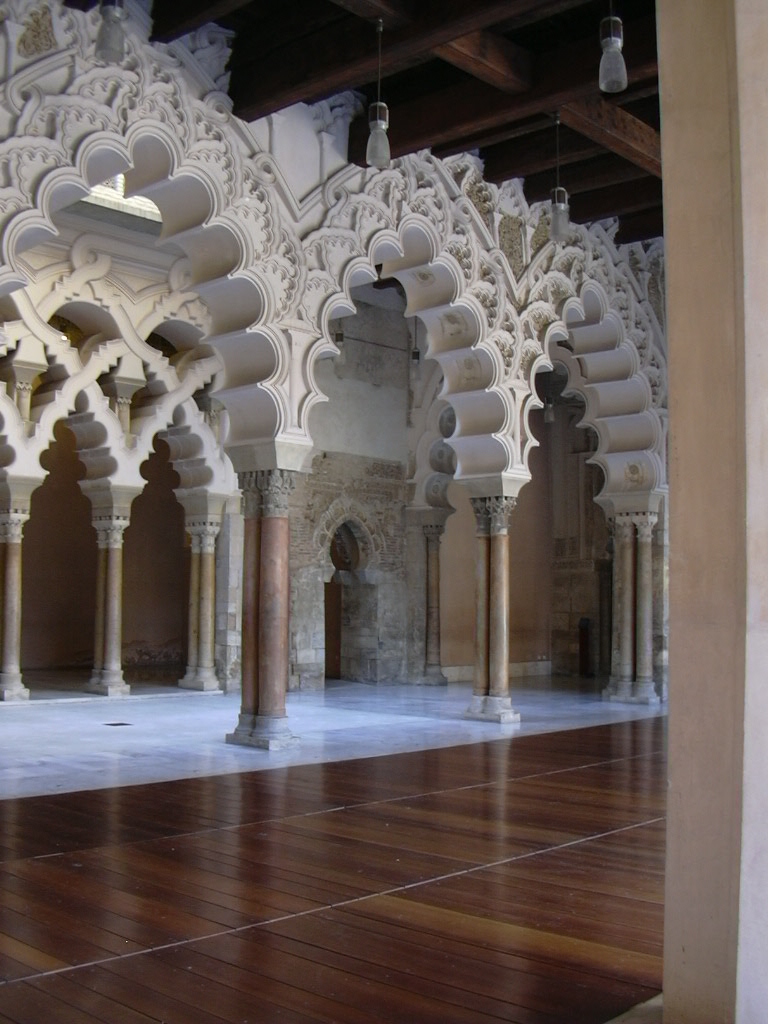
Альхаферия, Сарагоса.

### Тайфы
После исчезновения халифата, территория оказалась разделена на небольшие эмираты-тайфы. В результате собственной политической слабости и культурного консерватизма, а также продвижения христианских королевств, конструкции и формы их архитектуры оставались под влиянием кордубского стиля.
Упадок проявился в используемых строительных технологиях и материалах, но не в изобилии орнамента. Вездесущие многолопастные арки постройнели, были приумножены все элементы халифатского искусства.
До нас дошли великолепные образцы архитектуры тайф, такие, как дворец Альхаферия в Сарагосе и небольшая мечеть Баб-Мардум в Толедо, которая позже стала одним из первых памятников мудехарской архитектуры под названием Кристо-де-ла-Лус.

### Альморавиды и альмохады

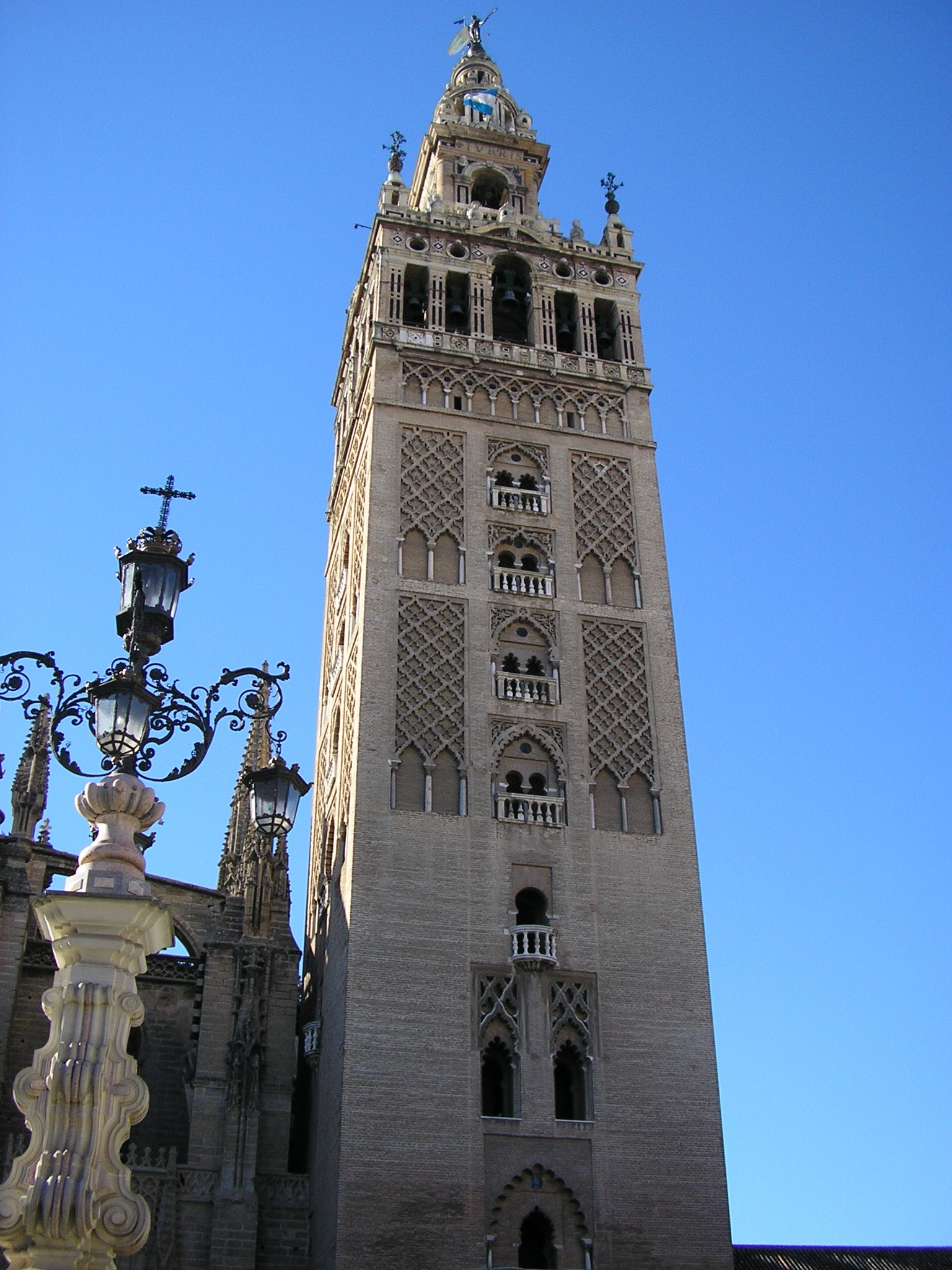
Альмохадский минарет в нижней части Хиральды (Севилья)

В 1086 г. альморавиды вторглись в Аль-Андалус из северной Африки и объединили тайфы под своей властью. При них развился собственный архитектурный стиль, от которого, тем не менее, мало что осталось, так как при последовавшим за ним нашествием альмохадов воцарился ультраортодоксальный ислам, который уничтожил практически все памятники альморавидов, а также Мадину аз-Захру и другие сооружения Халифата.
Архитектура альмохадов крайне строгая и лишённая излишеств. Кирпич — их основной строительный материал. Среди немногих узоров, которые они использовали, — себка, ромбовидная кирпичная решётка, и упрощённый вариант альморавидской пальмы. Со временем, искусство альмохадов присоединило ограниченное количество декоративных элементов.
Самый известный памятник архитектуры альмохадов — Хиральда, бывший минарет севильской мечети (верхняя отделка относится к эпохе Возрождения). Стиль бывшей синагоги Санта-Марии-ла-Бланки, в Толедо, классифицируется как мудехар, но при этом её эстетика находится под сильным влиянием альмохадов. Это один из немногих образцов сотрудничества между тремя испанскими средневековыми культурами.

### Насридская архитектура Гранадского эмирата
После заката империи альмохадов, мусульманские эмираты южной части полуострова переорганизовались и в 1237 г. был основан эмират Насридов, со столицей в Гранаде.

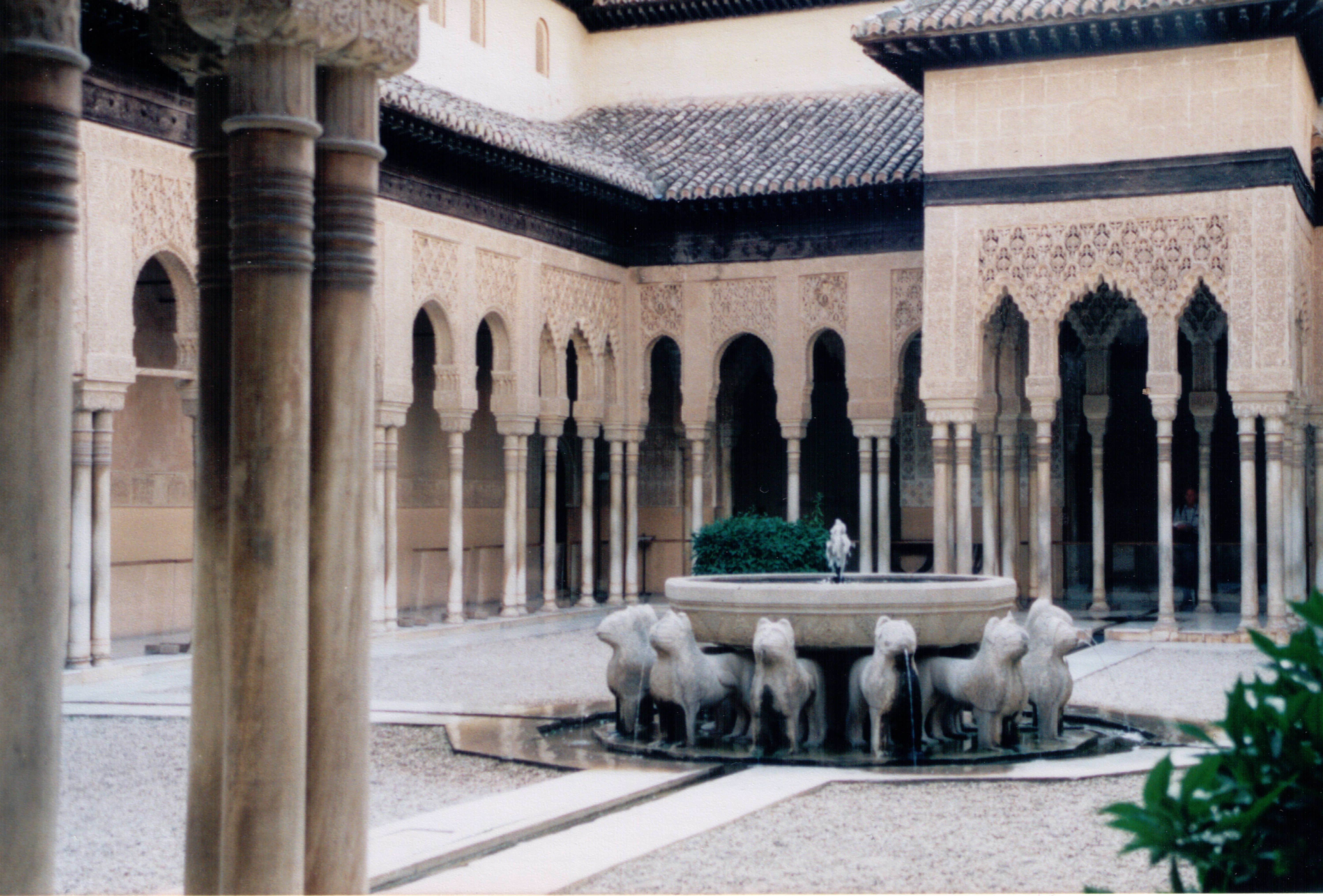
Альгамбра, львиный дворик

Зодческий стиль насридского периода стал одним из наиболее великолепных в исламском мире. Наследство других мусульманских стилей Аль-Андалуса сочеталось с сильным влиянием северных христианских королевств. Конструктивные и декоративные элементы кордобской архитектуры (подковообразная арка), альмохадов (себка и пальма) сочетались с собственными нововведениями (призматическими и цилиндрическими капителями и сотовыми сводами). Создавались жизнерадостные комбинации интерьеров и экстерьеров, садов и сооружений, задуманных для ублажения всех чувств. В отличие от архитектуры Омеядов, которая использовала дорогостоящие импортированные материалы, Насриды строили более скромно — из глины, гипса, древесины. Сложность эстетической композиции, тем не менее, производила глубокое впечатление на созерцавшего её: изобилие орнамента, мудрое применение света и тени, использование воды являются некоторыми из ключевых элементов данного стиля. На стенах комнат появились эпиграфические тексты с поэмами, восхваляющими прелесть самого здания. Дворцы Альгамбра и Хенералифе являются важнейшими произведениями этого периода.

## Архитектура мудехар

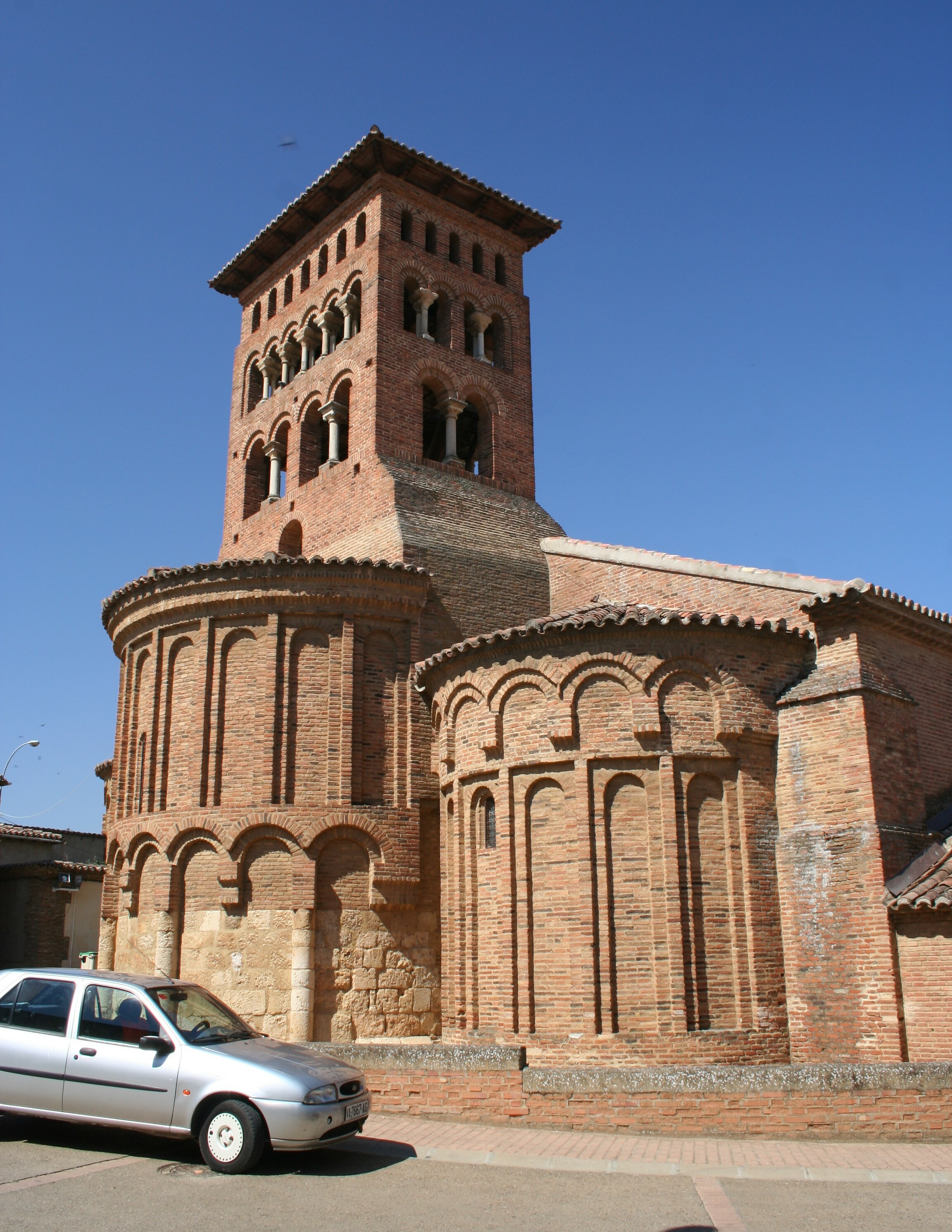
Мудехарская церковь в Саагуне (провинция Леон)

Архитектура необратившихся мусульман, оставшихся на христианской территории, принадлежит к стилю мудехар. Это направление развивалось с XII по XVI вв. под сильным влиянием арабского искусства, но приспособленное к вкусам христианских господ. Поэтому мудехар нельзя считать чистым стилем: он постоянно принимает от других течений технологии и художественную выразительность. Таким образом, можно говорить о мудехаре, но так же и о романском мудехаре, готическом мудехаре или мудехаре Возрождения.
Стиль мудехар зародился вследствие симбиоза между технологиями и разными пониманиями архитектуры мусульманской, иудейской и христианской культур, сосуществовавших в Иберии. Как зодческий стиль он появился в 12 в. Принято считать местом его рождения Саагун. Оттуда он распространился по всему королевству Леон, достиг Толедо (одного из древнейших и важнейших центров полуострова), попал в Авилу, Сеговию, а позже и в Андалусию, в частности, в Севилью и Гранаду. В Толедо следует обратить внимание на Санта-Мария-ла-Бланка и Эль-Трансито, принадлежавшие к мудехару, но не христианские храмы. В Севилье комнаты Алькасара, рассматриваются как часть мудехара, несмотря на то, что были созданы зодчими из Гранады, завезёнными Педро I, мало находившимися под христианским влиянием, более близкими к насридскому искусству Альгамбры, чем к остальному мудехару. В Севилье также следует отметить Дом Пилата.
Другими важными центрами мудехара являлись города Торо, Куэльяр, Аревало, Мадригаль-де-лас-Альтас-Торрес и, в частности, монастырь Лас-Кларас в Тордесильяс и обитель Сан-Пабло в Пеньяфьеле. Отдельно развивался арагонский мудехар, в особенности в Сарагосе и Теруэле с XIII по XV века. Среди работ, выполненных в этом стиле, выдаются мудехарские башни в Теруэле.
Мудехар характеризуется преимущественным использованием кирпича в качестве строительного материала. В отличие от готики и романики, в нём не развились новые конструкции, но были переосмыслены западные концепции с мусульманской точки зрения. Характерная для ислама геометричность форм проявляется в тонкой обработке второстепенных элементов на основе дешёвых материалов (изразца, кирпича, дерева, гипса, металлов). Особое внимание следует обратить на кессонные потолки. Даже после того, как мусульман перестали использовать в строительстве, их вклад остался, как неотъемлемая часть испанской архитектуры.

## Романская архитектура

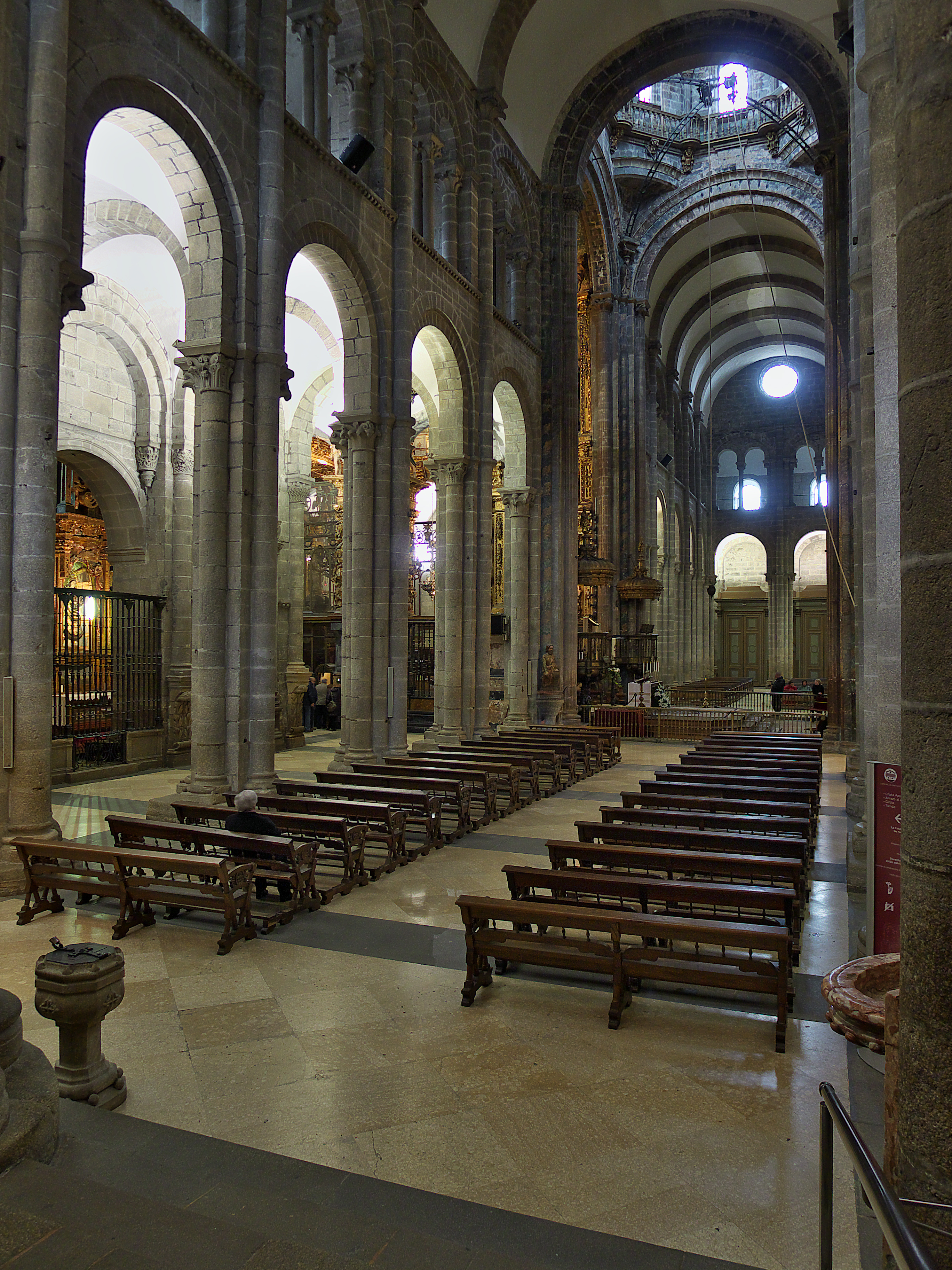
Внутренний вид собора Сантьяго-де-Компостела

Изначально, до распространения влияния Клюни и одновременно с северной Италией, в каталонских и арагонских Пиренеях появился так называемый первый романский стиль или ломбардская школа. Это очень примитивный стиль, который характеризуется толстыми стенами, отсутствием скульптур и тектоническим декором из аркадных галерей. Типичными примерами этого стиля можно считать церкви долины Бои (церковь Сан-Климент) и монастыри Сан-Пере-де-Родес и Санта-Мария-де-Риполь.
В полноте романский стиль пришёл под влиянием Клюни по пути Святого Иакова, заканчивающимся собором Сантьяго-де-Компостела. Образцом для испанского романского стиля XII века стал собор Хаки, его характерные абсиды, паломническая композиция, на основе базилика Сен-Сернен (Тулуза), и хакеанский шахматный узор. По мере того, как христианские королевства продвигались на юг, эта схема распространялась по завоёванным землям с некоторыми видоизменениями. Монастыри тоже приняли похожую конструктивную форму (Санто-Доминго-де-Силос, провинция Бургос).

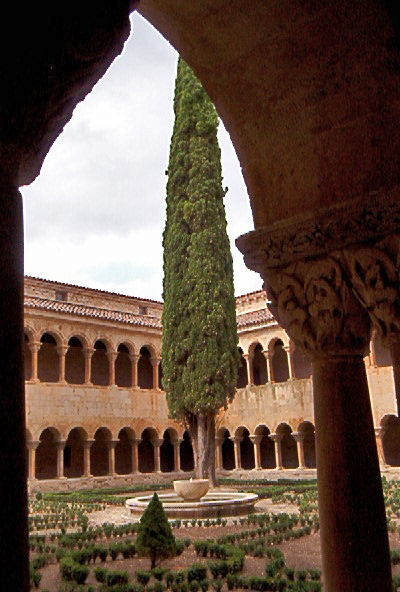
Клуатр Санто-Доминго-де-Силос и его известный кипарис, воспетый поэтом Херардо Диего

Французское влияние заметно в великолепном фасаде церкви Санто-Доминго в Сории. Возможно, что фасад Нотр-Дам в Пуатье послужил примером для Санто-Доминго, а пуатьеские мастера приняли участие в его создании. Как бы то ни было, он является одним из основных достижений испанской романики. Согласно искусствоведу Гайа Нуньо «декоративная композиция богаче, однороднее и гармоничнее, чем какая-либо другая на полуострове, и по красоте он не уступает даже рипольскому фасаду».
В испанской романике ощущается влияние дороманских тенденций: в основном астурийского, мосарабского искусства, но так же и арабских стилей, в частности, потолков Мескиты и многолопастных арок. Это заметно на примерах монастыря Сан-Хуан-де-Дуэро (провинция Сория), базилики Сан-Исидоро (Леон) и многоугольной церкви Эунате (Наварра), редкой композиции, которую можно встретить разве что в сеговийской церкви Вера-Крус). Сеговийская романика характеризуется торжественными башнями и портиками с аркадами, опирающимися на ординарные и спаренные колонны, которые играли немаловажную роль в средневековой жизни города (церковь Сан-Эстебан). Старый собор Саламанки, старый собор Пласенсии и собор Саморы входят, вместе с соборной церковью Торо, в так называемую группу Цимборио при Дуэро, характеризующуюся своеобразными куполами и башнями, возвышающимися над средокрестием — цимборио.
В некоторых регионах наблюдалась настоящая строительная лихорадка — к примеру, паленсийская романика оставила потомкам более шестисот церквей. В романском стиле были выполнены так же и некоторые гражданские (а вернее военные) сооружения, такие как крепостная стена Авилы, замки Педрасы и Сепульведы). Эта активность была связана с консолидацией христианских королевств, нарастающая сила которых позволила им даже облагать данью раздроблённые тайфы. Переменчивая граница Реконкисты XI и XII веков делит Иберию на две половины, северная из которых является зоной влияния романского стиля.
В XIII веке стиль некоторых церквей сочетает романику с зарождающейся готикой.

## Готическая архитектура

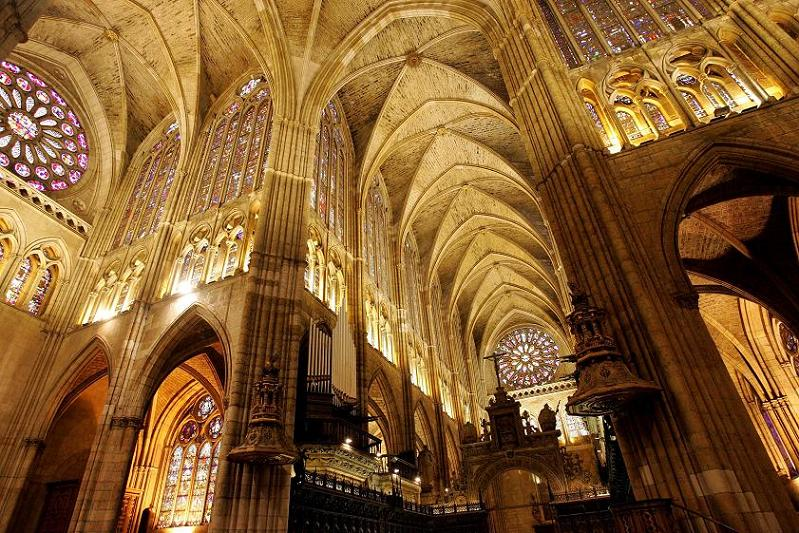
Леонский собор

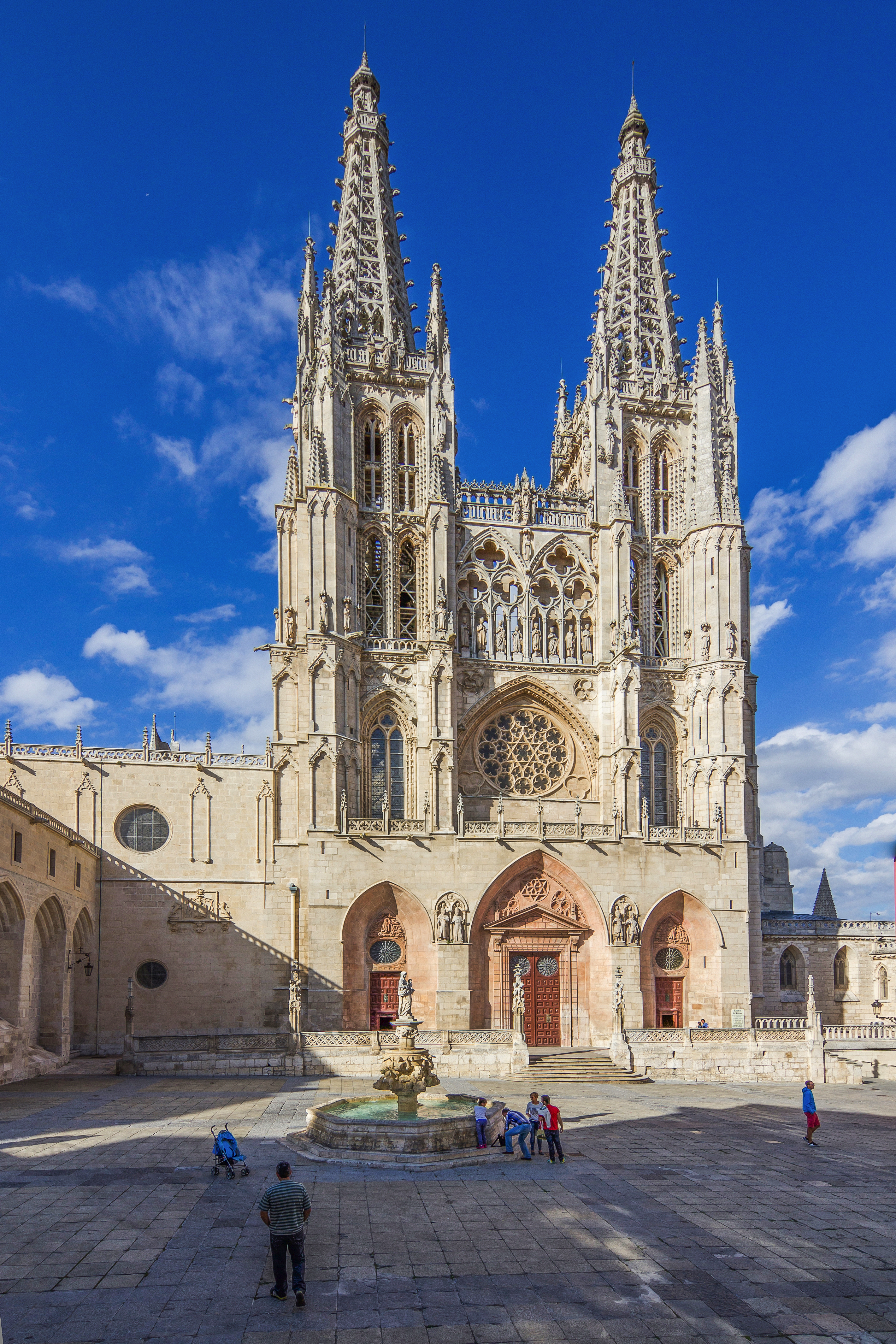
Бургосский собор

Готический стиль попал в Испанию благодаря растущим связям и влиянию центральной и северной Европы в XII веке. В этот момент, поздняя романика чередуется с цистерцианской архитектурой и некоторыми сооружениями чисто готического стиля, такими как Авильский собор, а также собор Санта-Мария-и-Сан-Хулиан в Куэнке. Готика пришла в Испанию во всей полноте по Пути Святого Иакова в XIII веке, когда под французским влиянием были построены некоторые соборы в чисто готическом стиле: Бургосский собор, Леонский собор и собор Санта-Мария в Толедо.
В XIII веке готика распространилась и появились местные творческие вариации — Левантино и Исабелино. Левантино расцветший в XIV веке, характеризовался новыми конструктивными решениями и объединением внутреннего пространства. Главными шедеврами этого периода считаются Пальмский собор, Шёлковая биржа в Валенсии и церковь Санта-Мария-дель-Мар в Барселоне. Мастер Гильем Бофиль предпринял смелый шаг, объединив все три нефа алтарной части Жиронского собора в один необычайно широкий неф.
Близкие торговые и политические отношения Кастилии с северной Европой в XV веке привели в Испанию из-за границы таких зодчих как Хуан и Симон де Колонья, Ханекин Брюссельский, Хуан Гуас и Энрике Эгас, которые создали собственную школу, приспособленную к местным вкусам. В этот период строятся последние большие готические соборы (Севильский, новый Саламанкский и Сеговийский). Исабелино, названный так по имени Католической королевы Изабеллы, с правлением которой он совпал, стал переходным стилем к эпохе Возрождения, но в то же время старался придерживаться традиционных готических принципов. Шедевры этого периода — Сан-Хуан-де-лос-Рейес в Толедо, Королевская капелла в Гранаде и картезианский монастырь Мирафлорес в Бургосе. Временная последовательность и формальные отличия с одновременным платереско размыты.

## Архитектура эпохи Возрождения

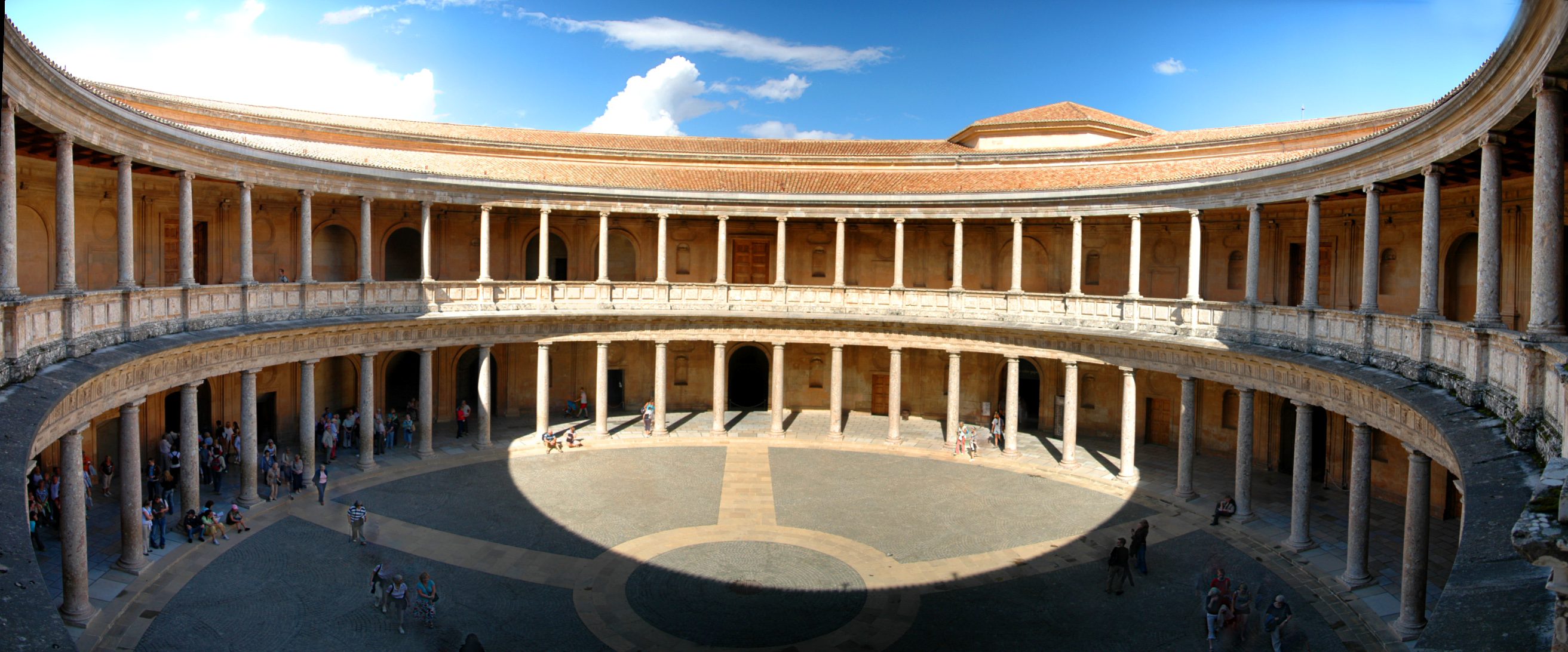
Внутренний двор дворца Карла V в гранадской Альгамбре, построенный по проекту Педро Мачуки

Возрождение появилось в Испании в последних десятилетиях XV века в сочетании с готическими формами. Стиль ввели в основном местные мастера, поэтому можно говорить о сугубо испанском Возрождении, принявшем влияние архитектуры южной Италии —зачастую через иллюстрированные книги и живопись—, сочетающимся с готической традицией и наделённым местной самобытностью. Новый стиль получил название платереско, благодаря своим перенасыщенным орнаментом фасадам, напоминающим работу платерос, ювелиров. Преобладали в нём симметричные композиции со свободными комбинациями классических форм и мотивами кандельери.
В этом контексте, дворец Карла V мастера Педро Мачуки в Гранаде удивил всех, своими очертаниями наиболее продвинутого ренессанса. Можно сказать, что классический символизм и инновационная эстетика дворца предвосхищает маньеризм. Он был построен раньше, чем основные работы Микеланджело и Палладио, но его влияние было ограниченно — широкая публика не восприняла его, формы платереско доминировали повсюду.

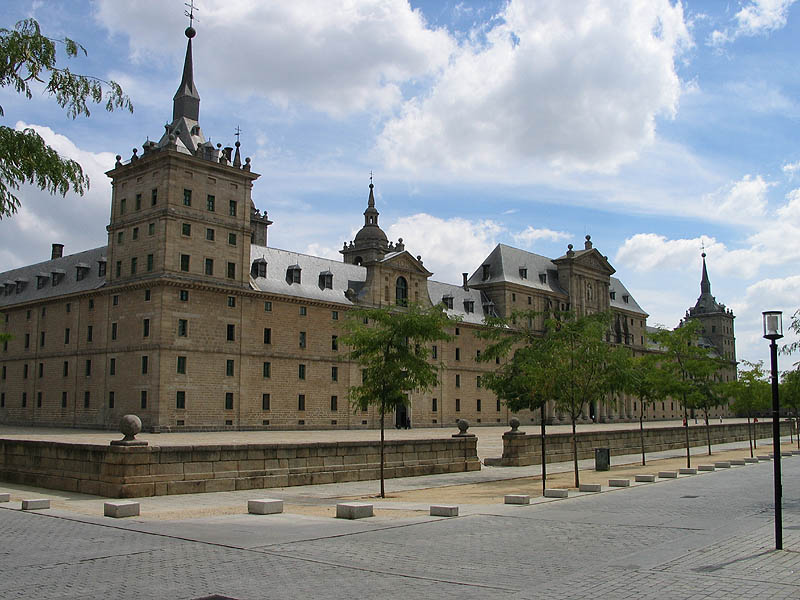
Монастырь Эскориал

Со временем, готическое влияние слабело, становились заметнее поиски строгого классицизма. Несмотря на то, что термин «платереско» обычно применяется ко всем архитектурным произведениям конца XV века и первой половины XVI века без разбора, некоторые зодчие проявили более выдержанное чувства вкуса: Диего де Силоэ, Родриго Хиль де Онтаньон и Гаспар де Вега. Примеры платереско можно найти в фасадах университета Саламанки и обители Сан-Маркос в Леоне.
Кульминацией испанского Возрождения считается королевский монастырь Эскориал, работа мастеров Хуана-Баутисты де Толедо и Хуана де Эрреры, в котором изначальная приверженность к искусству Древнего Рима была подавлена крайне выдержанным стилем. Влияние северно-европейских и фландрийских капителей и крыш, символизм скудного орнамента и точная резка гранита стали основополагающими чертами новой школы — эрререско.
Век закончился приближением к маньеризму таких архитекторов, как Андрес де Вандельвира (Хаэнский собор).

## Архитектура барокко

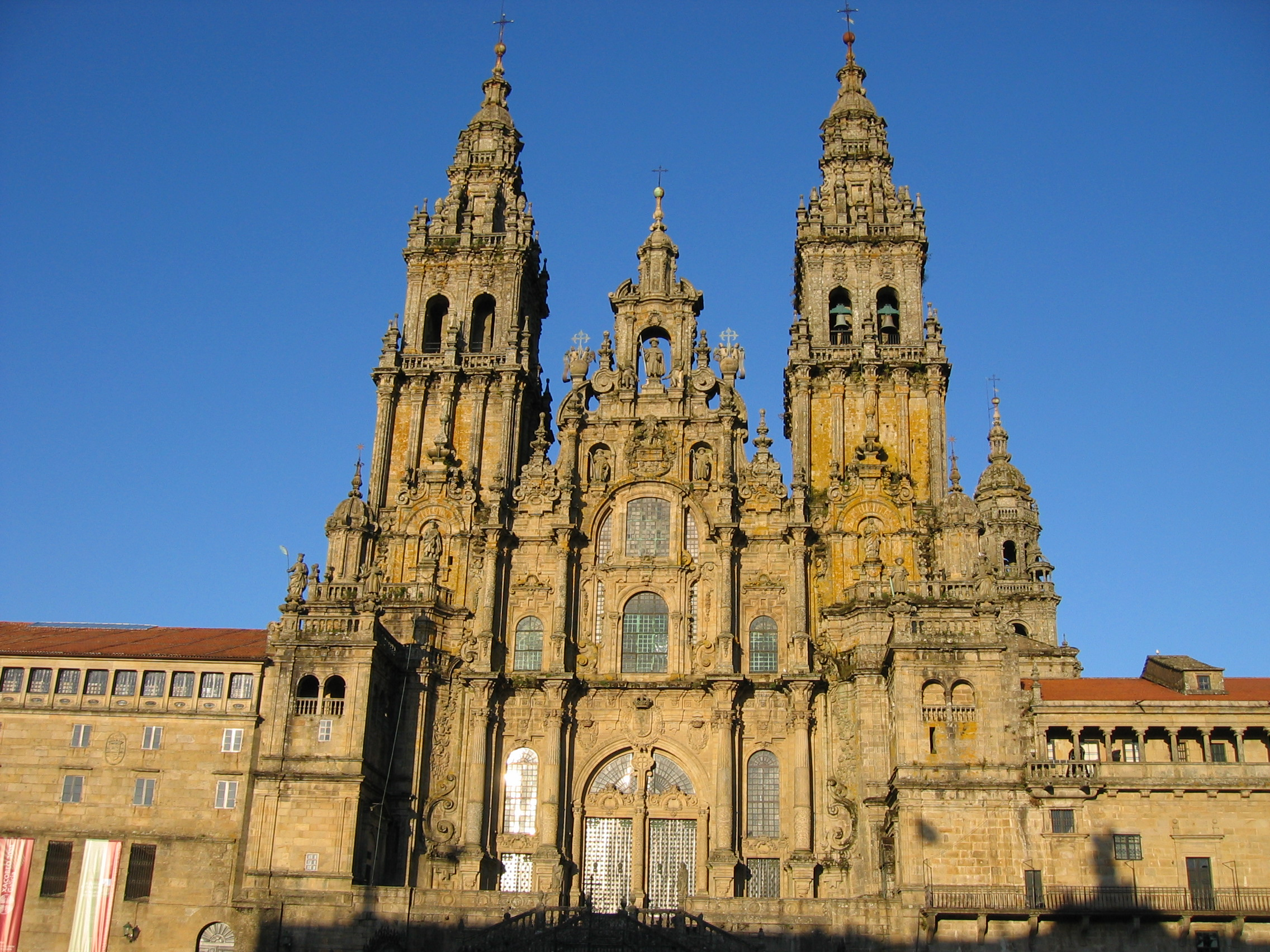
Фасад Обрадойро собора Сантьяго-де-Компостела

Постепенно влияние итальянского барокко вытеснило из Испании популярный с XVI века выдержанный классицистический вкус. Уже в 1667 году можно заметить лёгкость с которой мастера Алонсо Кано и Эуфрасио Лопес де Рохас переосмысливают в фасадах Гранадского и Хаэнского соборов традиционные испанские мотивы через призму барокко.
Местный барокко упирается корнями в стиль Эрреры и традиционное мадридское строительство из кирпича XVII века (Пласа-Майор и Пласа-де-ла-Вилья).
В отличие от барокко северной Европы, испанские произведения стремятся воздействовать больше на чувства, чем на интеллект. Семья Чурригера, специализировавшаяся на изготовлении алтарей и ретабло, противопоставила классицизму эрререско свой вычурный, криволинейный, почти капризный стиль декоративного покрытия, известный как чурригереско. За полвека Саламанка переполнилась примерами их искусства.
В развитии стиля различаются три этапа. С 1680 по 1720 год Чурригеры популяризировали смесь витиеватой «соломоновой» колонны Гварини и композитного ордера, также известного как «верховный ордер». Между 1720 и 1760 годами типичная колонна чурригереско, эстипите, по форме напоминающая перевёрнутый конус или обелиск, стала основным элементом орнаментального декора. С 1760 по 1780 годы художники постепенно потеряли интерес к накрученному и пышному орнаменту, обратившись к неоклассической умеренности и равновесию.
Среди наиболее впечатляющих памятников испанского барокко находятся фасады Вальядолидского университета (Диего Томе, 1719) и приюта Сан-Фернандо в Мадриде (Педро де Рибера, 1722 год) экстравагантная криволинейность которого предвосхищает работы Антони Гауди и модерн. В этом случае —и во многих других— в проект вошла игра потолков и декоративных элементов без особых конструктивных функций. В барокко чурригереско встречаются зрелищные комбинации света и пространства, как например в картезианском монастыре Гранады, который считается апофеозом применения чурригереско в интерьерах, или капелла Транспаренте Толедского собора (мастера Нарсисо Томе), в которой достигается драматический световой эффект, благодаря совместному воздействию скульптуры и архитектуры.

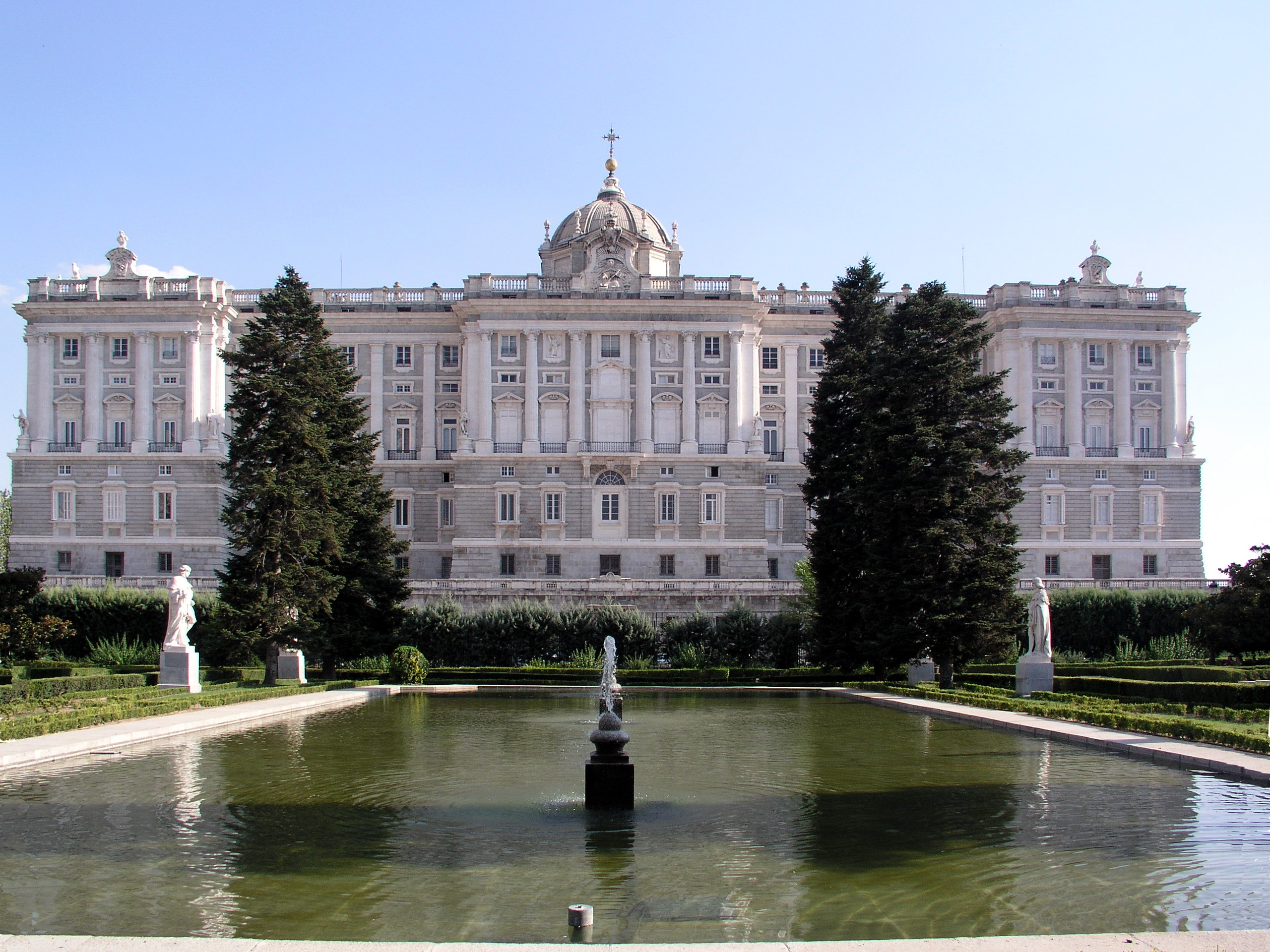
Королевский дворец в Мадриде

Также следует упомянуть мадридский королевский дворец и сооружения аллеи Прадо (Салон Прадо и Ворота Алькалы в Мадриде. Они были построены членами династии Бурбонов Филиппом V и Карлом III в стиле выдержанного международного барокко, зачастую трудно отличимого от неоклассической архитектуры. Королевский дворец Ла-Гранха (Сан-Ильдефонсо, провинция Сеговия) и Аранхуэсский дворец (провинция Мадрид) — образцы архитектурно-садовых композиций, выполненных под влиянием французского барокко (Ла-Гранха известна как «испанский Версаль»), но с пространственной организацией местного характера, в которой проглядывает мусульманское наследие.
Рококо впервые появился в Испании в западном фасаде собора Мурсии в 1733 г. Так же, на восточном Средиземноморье, выделяется пышная декорация дверей дворца маркиза Дос-Агуас в Валенсии, спроектированная художником и гравировщиком Иполитом Ровирой (1740—1744). Наиболее ярким представителем стиля является мастер Вентура Родригес, создавший Святую Капеллу Вирхен-дель-Пилар (1750) в храме Нуэстра-Сеньора-дель-Пилар (Сарагоса).

## Колониальная архитектура

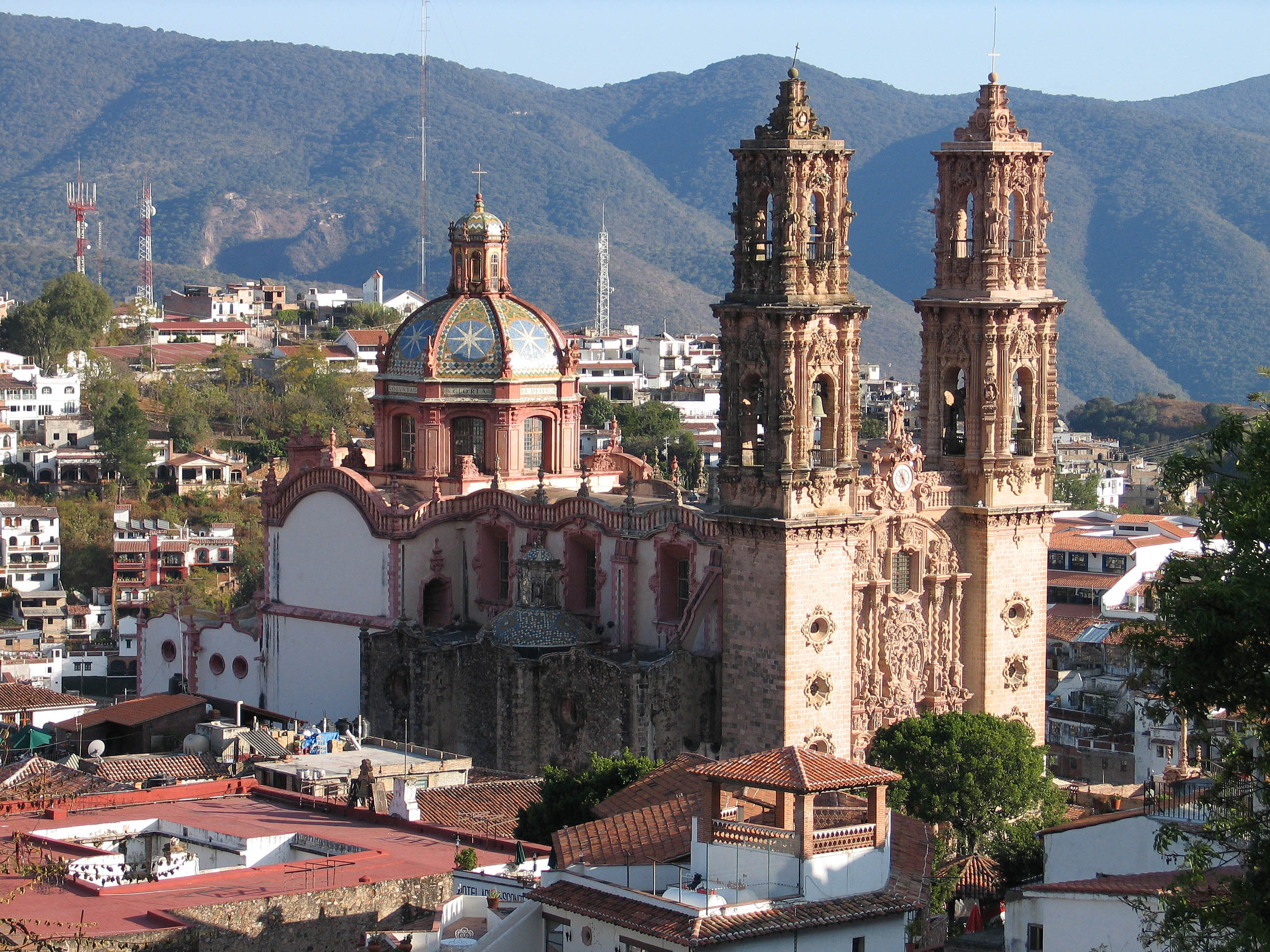
Церковь Санта-Приска в Таско, мексиканский чурригереско

Испанский колониальный архитектурный стиль преобладал в первых испанских колониях в Америке, а также на Филиппинах. Отличался он контрастностью простых и прочных сооружений, обусловленных новой обстановкой, и орнаментом в стиле барокко, привезённом из Испании. В качестве примера этого стиля можно привести колониальный квартал Санто-Доминго, построенный в 1498 году, являющийся старейшей из новостроек Нового Света.
Сочетание арабского и коренного американского влияния в декоре с крайне выразительной интерпретацией чурригереско объясняет многообразие и яркость барокко, имевшего место в испанских колониях. Ещё чаще, чем в Испании, американский барокко использовал в качестве материала стукко. Манера строить фасады с башнями-близнецами, характеризующая многие американские соборы XVII века, — средневекового происхождения. В полноте барокко не проявился до 1664 года, когда иезуиты построили свой храм на Пласа-де-Армас в Куско.
Особенно пышен перуанский барокко, что проявляется в тёмном и хитросплетённом узоре фасада церкви Сан-Франсиско в Лиме (1673), зажатом среди двух башен-близнецов. Сельский барокко иезуитских миссий (эстансий) в Кордове (Аргентина) следовал модели Иль-Джезу, а провинциальные сооружения, принадлежащие к стилю местисо, строились в Арекипе, Потоси и Ла-Пасе. Источником вдохновения для зодчих XVIII века было также искусство мудехаров средневековой Испании. Первый фасад, выполненный в стиле позднего барокко находится в церкви Нуэстра-Сеньора-де-ла-Мерсед в Лиме (1697—1704). Похожее произведение можно найти и на фасаде церкви Компаниа в Кито (1722-1765), напоминающем ретабло, изобилующий скульптурами и «соломоновыми» колоннами.
На севере, в Новой Испании, наиболее богатой провинции XVIII век, располагающейся на территории современной Мексики, Центральной Америки и штатов Нью-Мексико, Калифорнии и Аризоны, доминировал фантастически экстравагантный и визуально неистовый мексиканский чурригереско. Кульминацией этого стиля, описываемого иногда как «ультрабарокко», являются работы Лоренсо Родригеса, в частности, его шедевр — собор Метрополитано в Мехико (1749—1769). Другие выдающиеся образцы этого искусства можно найти в отдалённых шахтёрских посёлках. Например, храм Окотлана (строительство которого началось в 1745 году) является произведением барокко первого порядка. Его покрытие из красной блестящей плитки контрастирует с перенасыщенностью сжатого орнамента, щедро нанесённого на переднюю и боковые стены башен. Настоящей столицей мексиканского барокко считается Пуэбла, где изобилие плитки ручной росписи и местного серого камня обусловили индивидуальный характер местного стиля и его выраженные индейские очертания.

## Неоклассическая архитектура

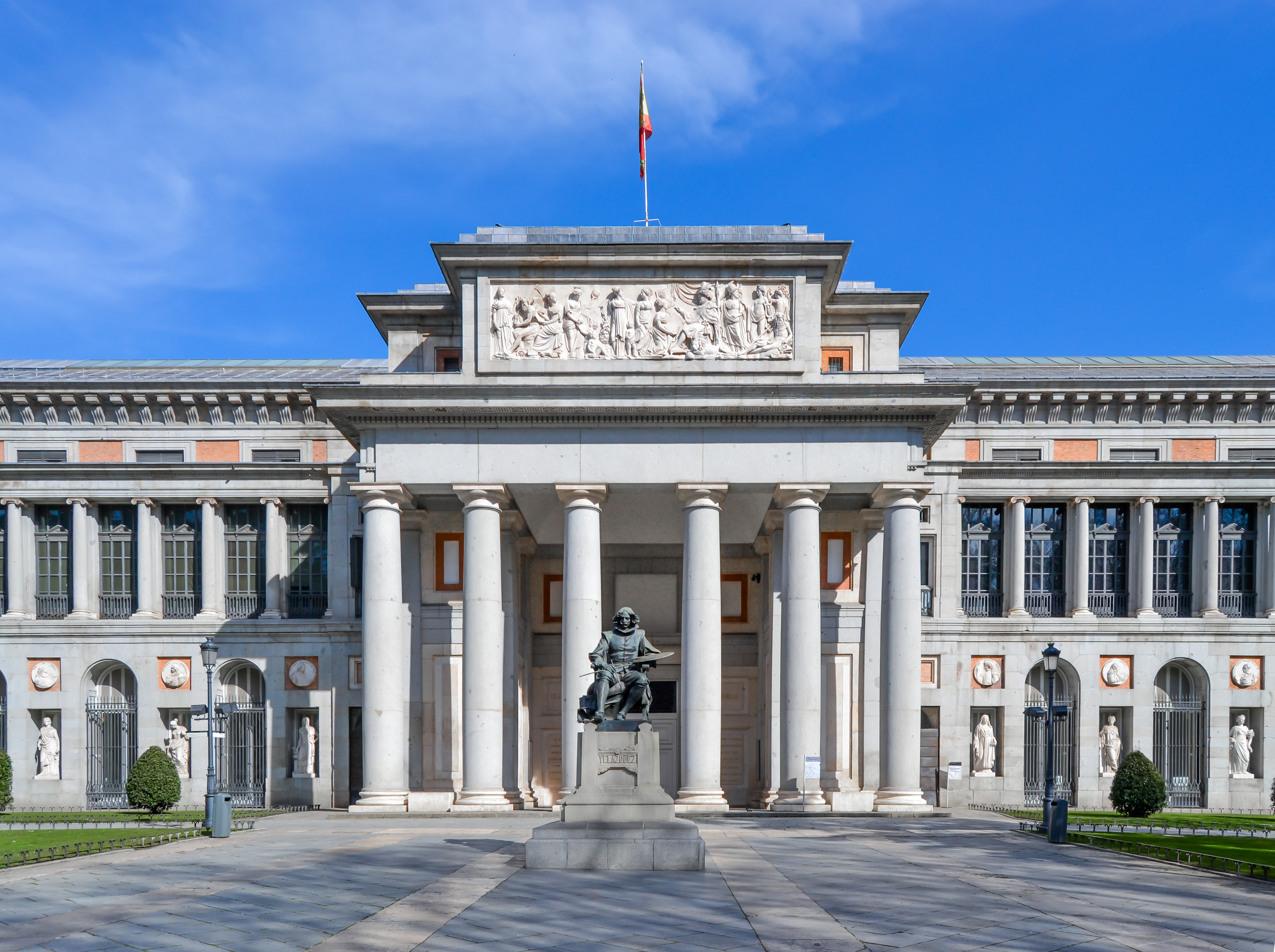
Музей Прадо, работа Вильянуэвы

Крайне интеллектуальные предпосылки неоклассицизма имели гораздо меньше успеха в Испании, чем выразительный барокко. Отправной точкой испанского неоклассицизма стала Королевская академия изящных искусств Сан-Фернандо, основанная в 1752 году. Её наиболее выдающимся деятелем был Хуан де Вильянуэва, который адаптировал идеи Эдмунда Бёрка о возвышенном и прекрасном к местным историческим и климатическим условиям. Здание музея Прадо (которое изначально предназначалось для министерства наук) — его работа. В одном здании с тремя входами собраны три элемента: академия, конференц-зал и музей. Строительство Прадо было частью амбициозной программы Карла III, который стремился сделать из Мадрида столицу искусства и наук. Поблизости от музея, вдоль аллеи Прадо и её символических фонтанов Нептуна и Кибелы (построенных по проектам Вентуры Родригеса), завершавшихся Больницей и королевской школой хирургии Сан-Карлос, Вильянуэва построил астрономическую обсерваторию Ретиро и Ботанический сад. Среди прочих работ, он также является автором проектов летних королевских дворцов Эскориала и Аранхуэса и реорганизации мадридской Пласа-Майор. Последователи Вильянуэвы Антонио Лопес Агуадо и Исидро Гонсалес Веласкес распространили его стиль по всему центральному региону страны.

## XIX век

### Эклектика

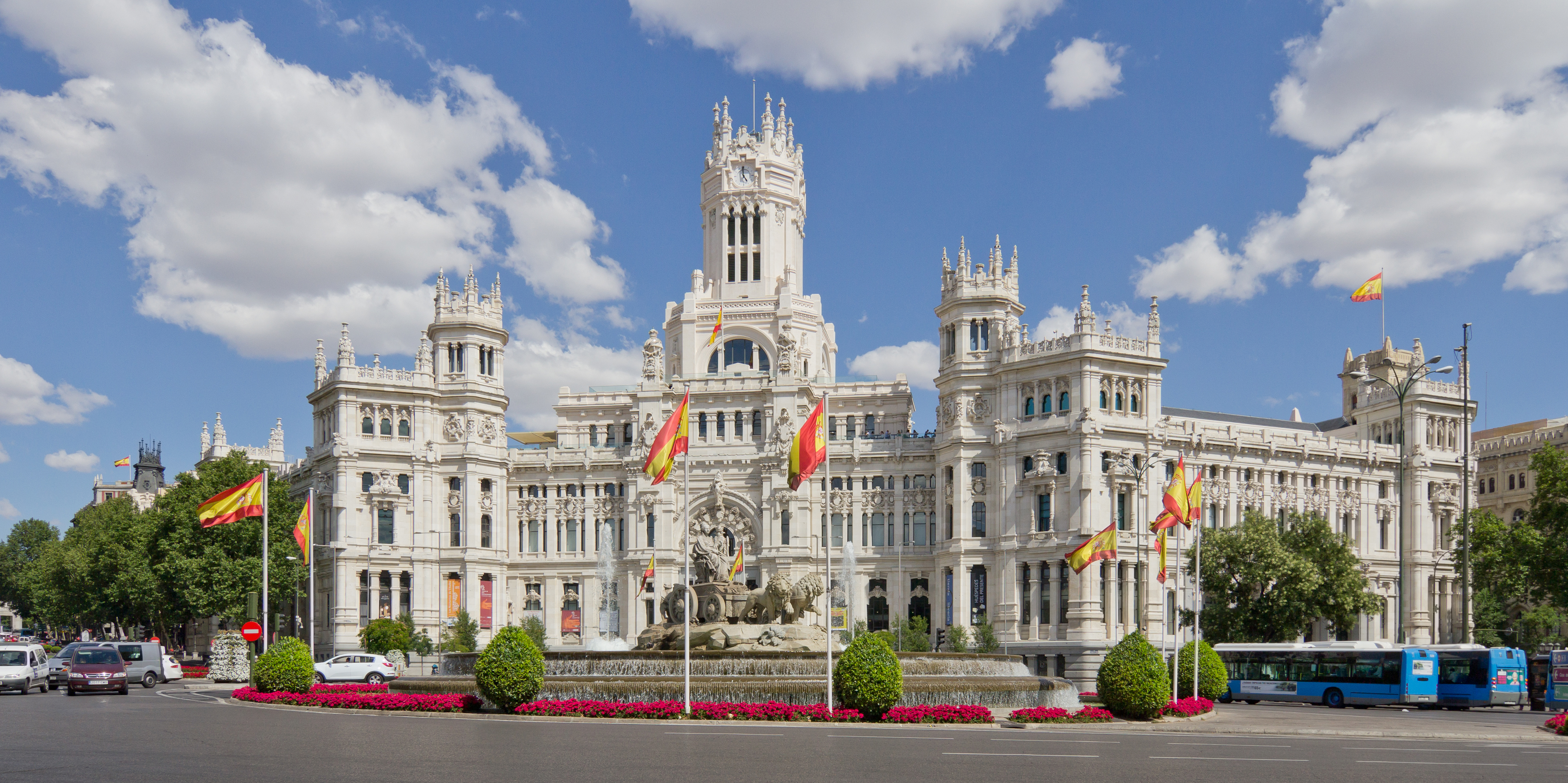
Дворец связи (Мадрид), Мадрид

Архитектурная эклектика сочетает несколько разных стилей в одном здании и не придерживается одного единственного архитектурного ордера. В Испанию это течение проникло в последние годы XIX века. Одним из наиболее выдающихся эклектичных сооружений является Дворец связи в Мадриде, построенный по проекту Антонио Паласиоса и Хоакина Отаменди и открытый в 1909 году.

### Историзм
Из Европы также пришёл в XIX веке историзм, основными направлениями которого являлись неоготика и неороманика. Из сооружений, выполненных в неоготическом стиле, следует выделить Епископский дворец в Асторге и Дворец Собрельяно в Комильяс, фасад Барселонского собора, собор Сан-Кристобаль-де-Ла-Лагуна (Тенерифе) и собор Сан-Эсперит в Террассе. Из неороманских зданий примечательны Мадридский собор и Базилику Нуэстра-Сеньора-де-Ковадонга в Астурии.
В конце XIX века новое архитектурное движение возникло в Мадриде и быстро распространилось по другим регионам: неомудехар, возрождение мудехарской архитектуры. Такие архитекторы, как Эмилио Родригес Аюсо, увидели в искусстве мудехаров уникальный и исключительно испанский стиль. Были возведены некоторые здания, в которых присутствовали элементы древнего стиля, такие, как подковообразные арки и абстрактный кирпичный орнамент на фасадах. Это направление стало особенно популярно в строительстве арен для боя быков и других публичных зданий, но также встречалось и в строительстве жилых домов, благодаря низкой стоимости используемых материалов для экстерьеров (в основном, кирпича). Следует выделить Теруэльский собор, теруэльскую же Эскалинату (мастера Анисето Маринаса) и арену для боя быков Лас-Вентас в Мадриде.

### Архитектура железа и стекла
Испанские хрустальные дворцы были сооружены по подобию Хрустального дворца, построенного в Лондоне к Всемирной выставке 1851 года Основными двумя образцами этой архитектуры являются Хрустальный дворец Аргансуэлы и Хрустальный дворец Ретиро в Мадриде.

## XX век

### Модерн

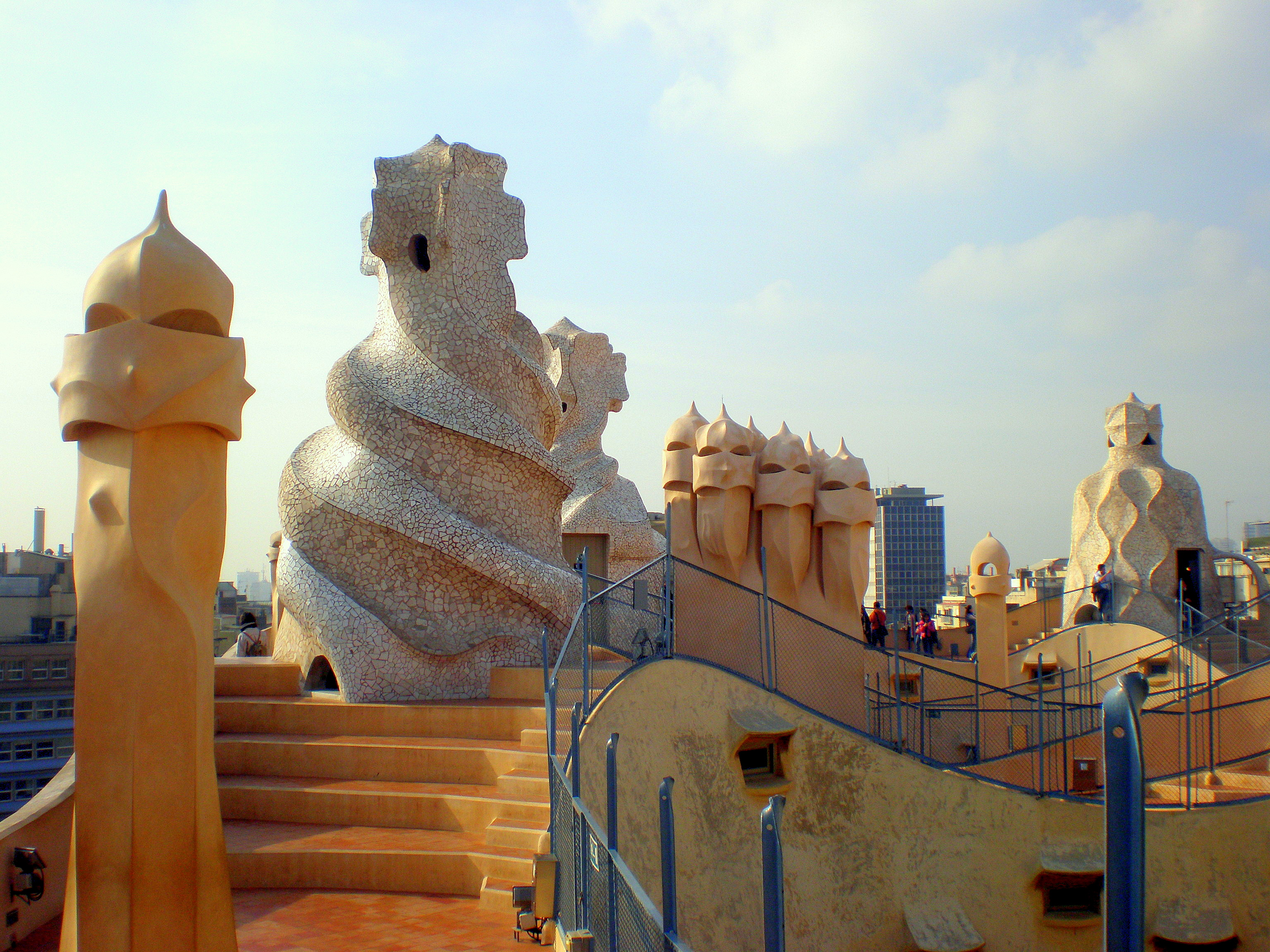
Крыша Дома Мила, Антони Гауди

Центром развития модерна в Испании стала Барселона, когда город расширил свою историческую территорию, а Ильдефонс Серда застроил Эшампле и появился так называемый каталонский модерн. Порвав с предыдущими направлениями, он нашёл вдохновение в живых формах, по подобию французского ар-нуво или немецкого югендстиля. Наиболее известным представителем этого течения является Антони Гауди, чьи барселонские работы сочетают традиционную архитектуру с новыми стилями и предвосхищают архитектурный модернизм (самыми известными его произведениями стали Саграда-Фамилия, Парк Гуэля, Дом Мила, Дом Бальо в Барселоне, Эль-Каприччо, Дом Ботинес, Епископский дворец Асторги в других местах Испании). Среди прочих выдающихся каталонских архитекторов этого периода можно выделить Льюиса Доменек-и-Монтанера и Жозепа Пуч-и-Кадафалка.
Модерн также присутствует в других городах Каталонии (Масиа Фрейша и Вапор Аймерик, Амат и Жовер в Террассе; Дом Навас в Реусе) и Испании (Дом тканей Эль-Торико и Дом Ферран в Теруэле; Касино Меркантиль, Музыкальная беседка в парке Примо де Риверы в Сарагосе; Папский университет Комильяс, город, в котором также находится Эль-Каприччо Гауди).

### Архитектурный модернизм

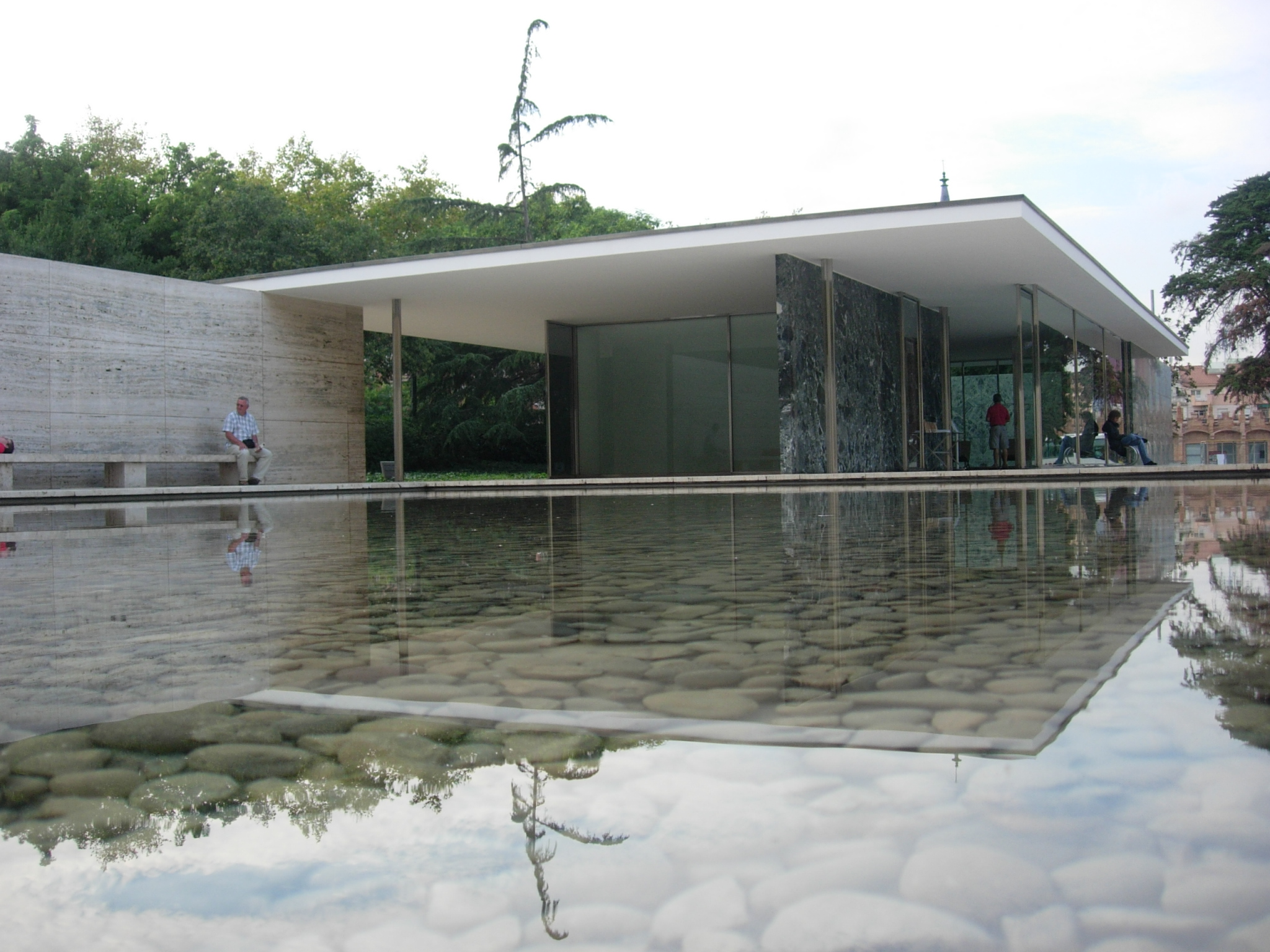
Павильон Германии (Барселона), 1929.

Создание группы ГАТКПАК в 1928 году в Барселоне, а позже, в 1930, основание ГАТЕПАК архитекторами из Сарагосы, Мадрида, Доностии и Бильбао, ознаменовало присоединение молодых архитекторов Испании к архитектурному модернизму. Жозеп-Льюис Серт, Фернандо Гарсиа Меркадаль, Хосе-Мануэль Айспуруа и Хоакин Лабайен, среди прочих, организовали региональные группы. Другие архитекторы развили свой личный модернистский стиль: можно упомянуть мечтательные работы Касто Фернандеса Шоу (почти все оставшиеся на бумаге), включение нового стиля в строительство средиземноморских жилых домов Жозепом-Антони Кодерком, экспрессионистские тенденции Луиса Гутьерреса Сото.
На Всемирной выставке 1929 года в Барселоне павильон Германии, построенный по проекту Миса ван дер Роэ, в мгновение стал иконическим объектом. Обработка пространства павильона амальгамировала минимал-арт Миса и понятия верности материалам с тенденциями группы Стиль. Его знаменитый потолок нависает над обозревателем как бы без опор.

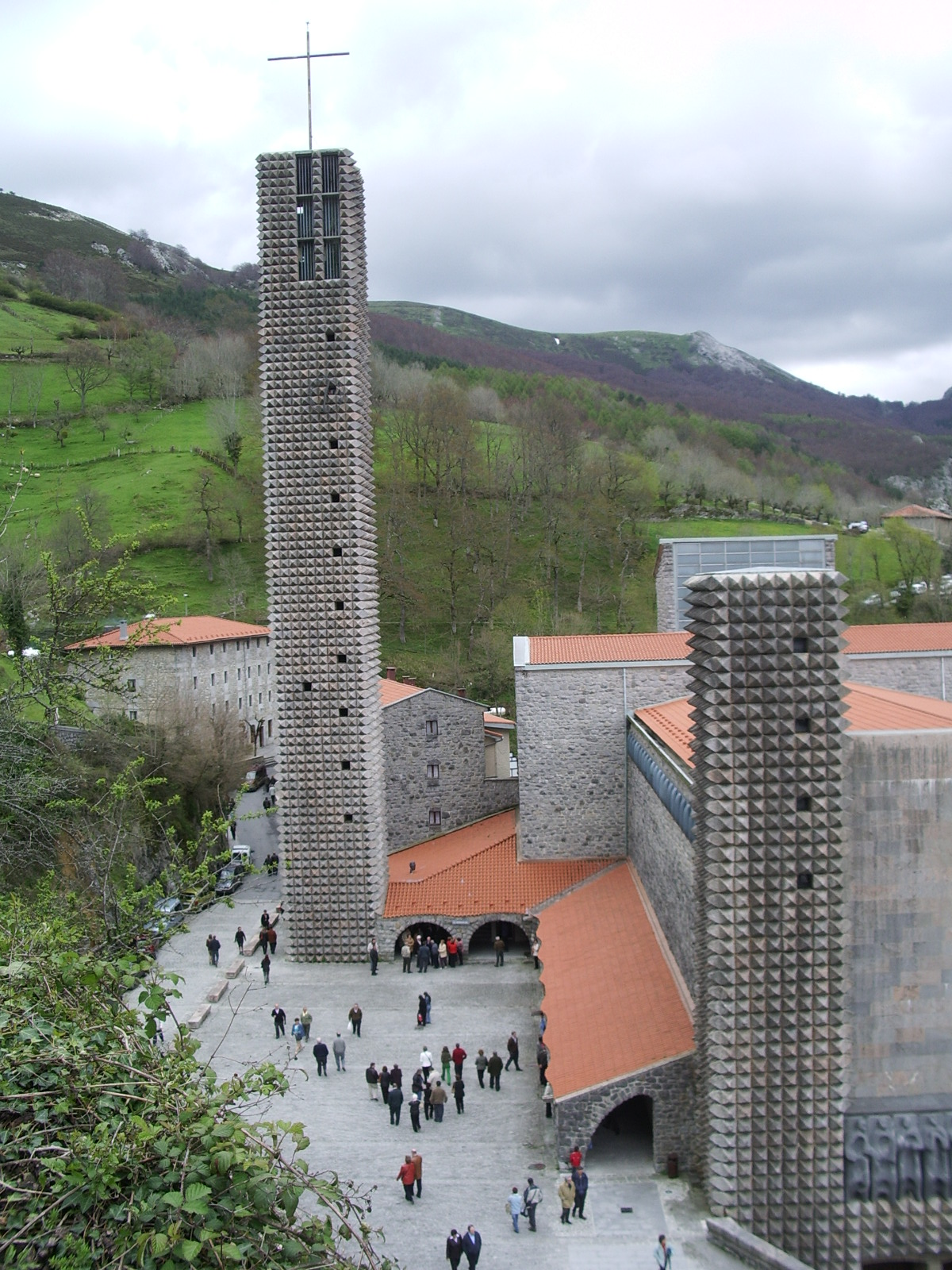
Святилище Арансасу, Франсиско-Хавьера Саэнса де Оисы

Во время и после Гражданской и II мировой войны Испания была политически и экономически изолирована. Поэтому, а также вследствие слабости, которую Франко питал в отношении «блёклого, классического националистического китча», авангардная архитектура практически исчезла. Тем не менее, некоторые архитекторы сумели заручиться официальным одобрением и в то же время внести некоторый архитектурный прогресс в свои работы. Например, в плодотворном творчестве Луиса Гутьерреса Сото, интересующегося типологией и рациональным распределением помещений, поочерёдно возрождаются исторические направления и рациональный стиль. То же можно сказать о заказах, выполненных Франсиско де Асисом Кабреро для Вертикальных профсоюзов. Заслуживают внимания и успехи Луиса Мойи Бланко, интересовавшегося традиционным кирпичным строительством и провёдшим глубокое исследование современных формальных возможностей этого материала, в частности, применения каталонского свода.
В конце жизни Франко новое поколение архитекторов уверенно восстановило наследие ГАТЕПАК: Алехандро де ла Сота стал первопроходцем на этом пути; молодые архитекторы, такие, как Франсиско-Хавьер Саэнс де Оиса, Фернандо Игерас и Мигель Фисак, изучали, зачастую располагая не более, чем скромным бюджетом, разновидности коллективного и заготовленного жилья.

### Современная архитектура
Смерть Франко и восстановление демократии принесли определённый архитектурный оптимизм в страну в конце 1970—1980 годов. Критический регионализм стал доминирующей архитектурной школой. Поток финансовых ресурсов из Евросоюза, приток туристов и процветающая экономическая конъюнктура стали удобренной почвой для испанской архитектуры. Новое поколение архитекторов появилось на сцене, среди них находились Энрик Миральес, Карме Пинос, а также архитектор и инженер Сантьяго Калатрава. Олимпийские игры в Барселоне и Всемирная выставка в Севилье, прошедшие в 1992 году, повысили международную репутацию Испании. Многие архитекторы из стран, находящихся в рецессии, перебрались в то время в Испанию, чтобы воспользоваться её благоприятными условиями. В 1999 году Королевский институт британских архитекторов присвоил Барселоне Королевскую золотую медаль в качестве признания за поддержку, которую городские власти оказывали архитектуре. Этот знак отличия впервые вручался целому городу.
Бильбао привлёк Фонд Соломона Р. Гуггенхайма к строительству новой галереи, которая открыла свои двери в 1997 году. Выполненный по проекту Фрэнка Гери в стиле деконструктивизма, Музей Гуггенхайма в Бильбао завоевал всемирную известность и сам по себе повысил международный престиж города. Успех музея, создавшего иконическую архитектуру, известен в градостроительстве как «эффект Бильбао».

## XXI век
В 2003 г. принц Астурийский Филипп Бурбон принял участие в торжественном открытии современного здания Аудиторио Тенерифе в Санта-Крус-де-Тенерифе (Канарские острова), построенном по проекту Сантьяго Калатравы. На акте присутствовал ряд корреспондентов и представителей газетных изданий со всего мира. В 2006 году терминал 4 мадридского аэропорта Барахас, работа Ричарда Роджерса, Антонио Ламелы и Луиса Видаля выиграл Премию Стирлинга. В апреле 2007 года здание МУСАК (Музея современного искусства Кастилии-и-Леона в Леоне) архитекторов Эмилио Туньона и Луиса Мансильи получил от Евросоюза Премию Мис ван дер Роэ за достижения в области современной архитектуры, которой до этого был удостоен Курсааль (Доностия) Рафаэля Монео.
Башня Агбар — барселонский небоскрёб французского архитектора Жана Нувеля. Здание 38-этажное (четыре из них подземные), высотой 144,4 метров. Его дизайн сочетает различные архитектурные принципы. Результат работы — удивительная конструкция, возведённая с помощью железобетона, покрытая стеклянным фасадом и имеющая более 4400 окон, вырезанных в конструктивном бетоне.

С 12 февраля по 1 мая 2006 года MoMa, нью-йоркский музей современного искусства, посвятил новой испанской архитектуре выставку On-Site: New Architecture in Spain. Организаторы отметили, что за последние годы Испания стала международным центром архитектурного качества и инновации. Среди авторов работ, отобранных для выставки, семеро обладали Прицкеровской Премией (Рафаэль Монео, Алвару Сиза, Том Мейн, Заха Хадид, Жак Герцог, Пьер де Мерон, Фрэнк Гери и Рем Колхаса). Это была прощальная выставка для главы отдела архитектуры и дизайна музея Теренса Райли, который выступил с такими словами:
Нет испанского стиля в архитектуре, он просто не существует как таковой. Но в архитектурных проектах Испании — высокий качественный уровень, самый высокий в мире, в моём мнении. В Испании строят много, а в Китае ещё больше. Но тогда как в Китае почти нет интересных проектов, в Испании их очень много.
С 2006 по 2009 год в Мадриде были построены четыре небоскрёба. Самый высокий из них достигает 250 метров. Этот бизнес-центр известен под названием Куатро-Торрес. Высочайшее здание в Испании, Торре-Сепса, построено по проекту Нормана Фостера.
В 2011 году в Астурии был торжественно открыт Международного культурного центра Оскара Нимейера, единственной работы бразильского архитектора Оскара Нимейера в Испании. Центр состоит из пяти частей: большой открытой площади, купола, зала, башни со смотровой площадкой и поливалентного здания.

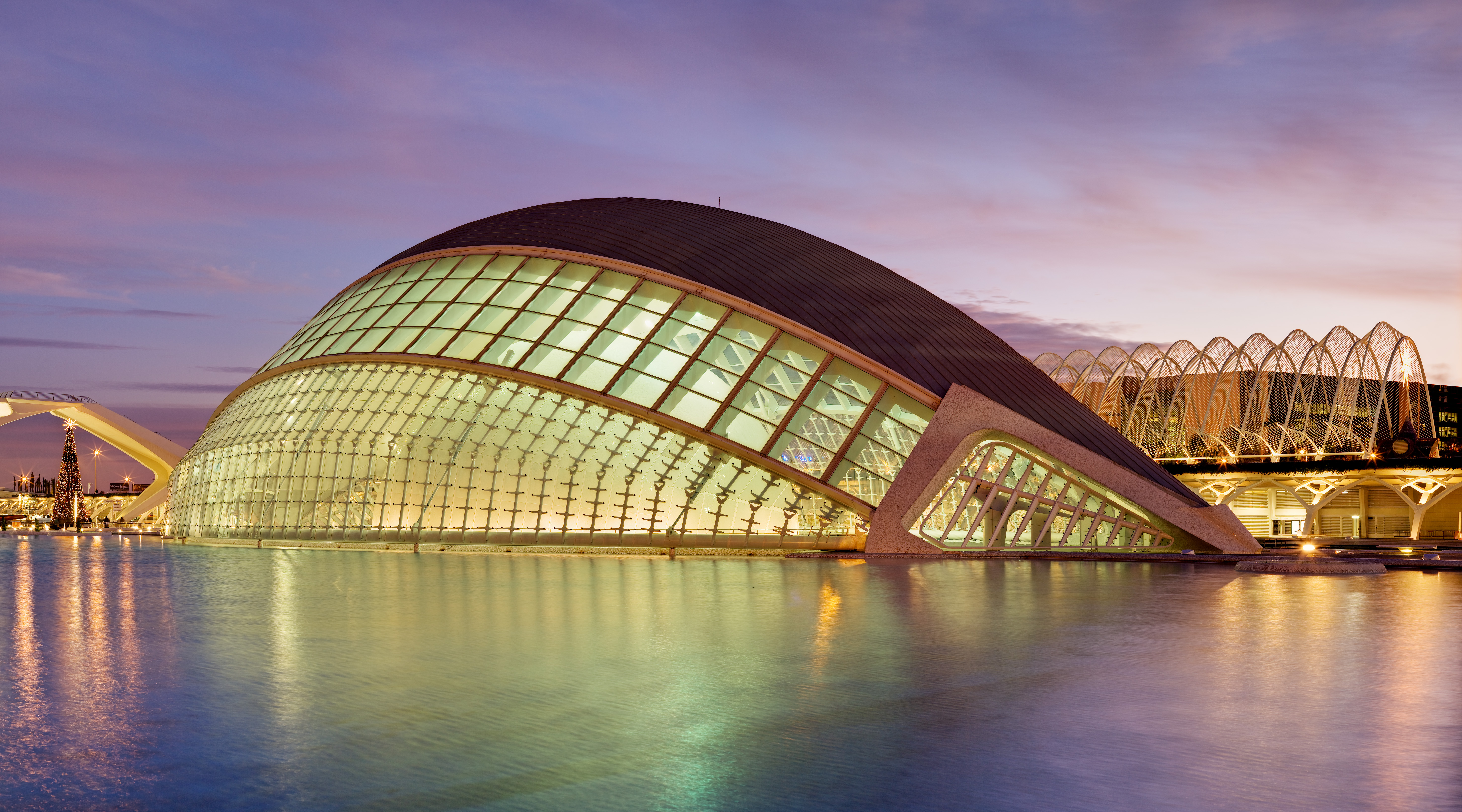
Город искусств и наук (Валенсия, Сантьяго Калатравы
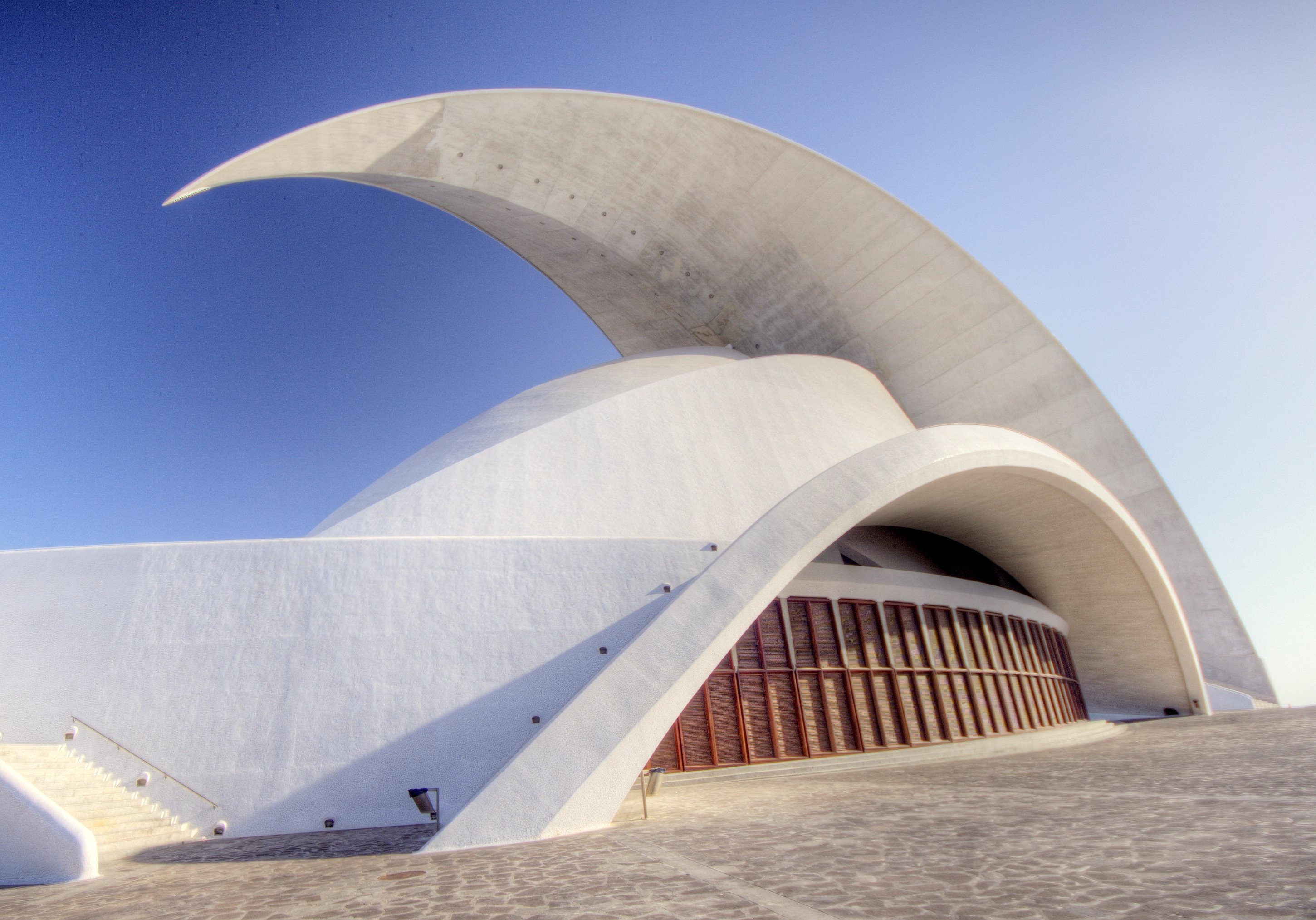
Аудиторио Тенерифе (Канарские острова), Сантьяго Калатравы
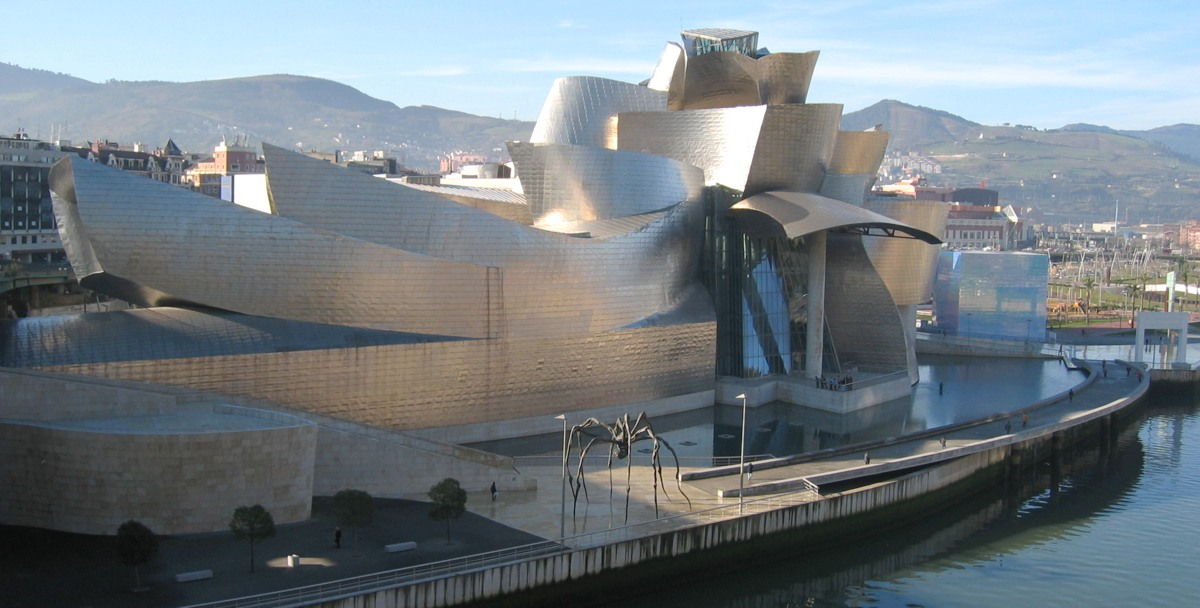
Музей Гуггенхайма (Бильбао), Фрэнка Гери
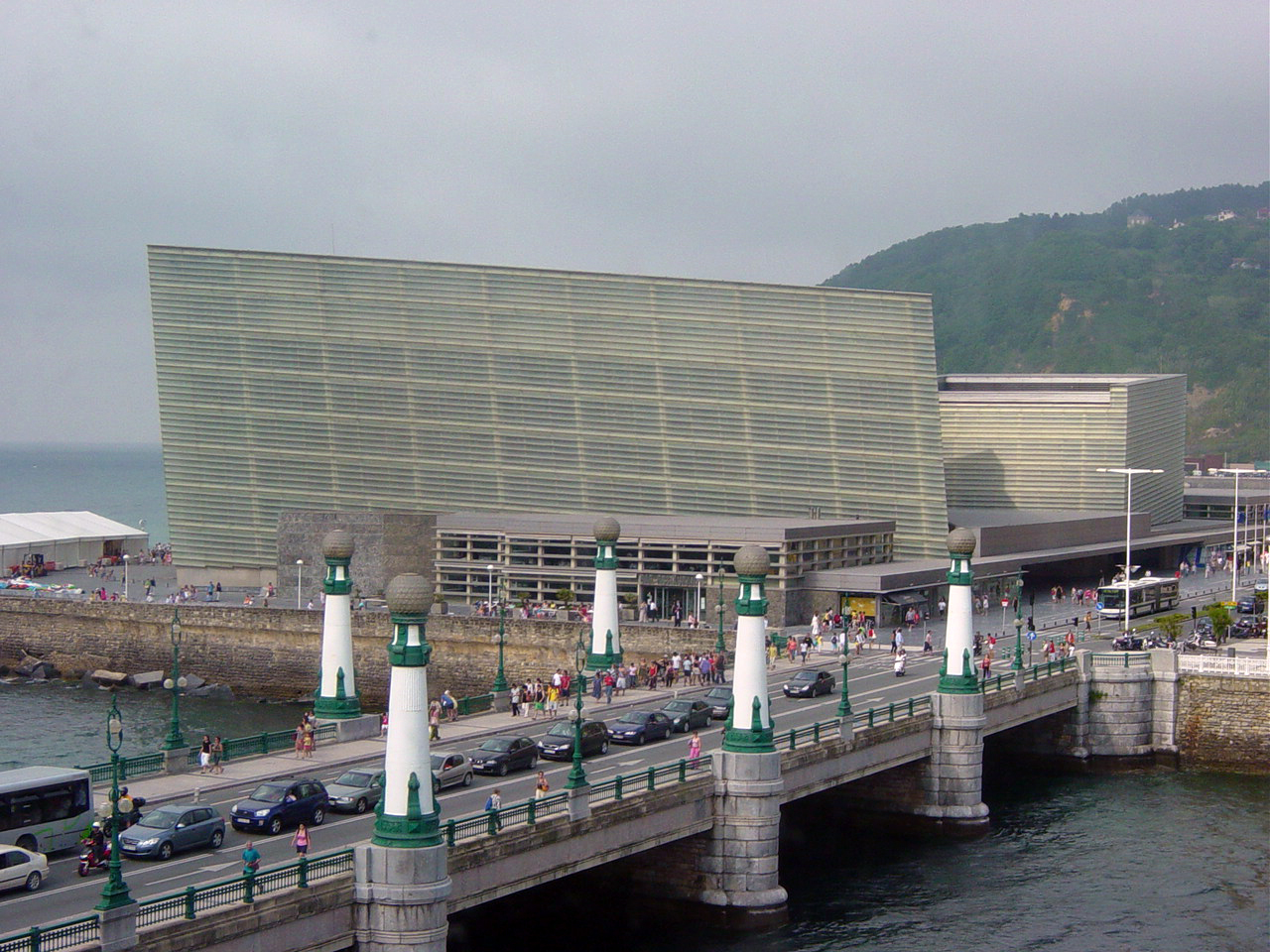
Дворец конгрессов и Аудитория Курсааль (Доностия), Рафаэля Монео
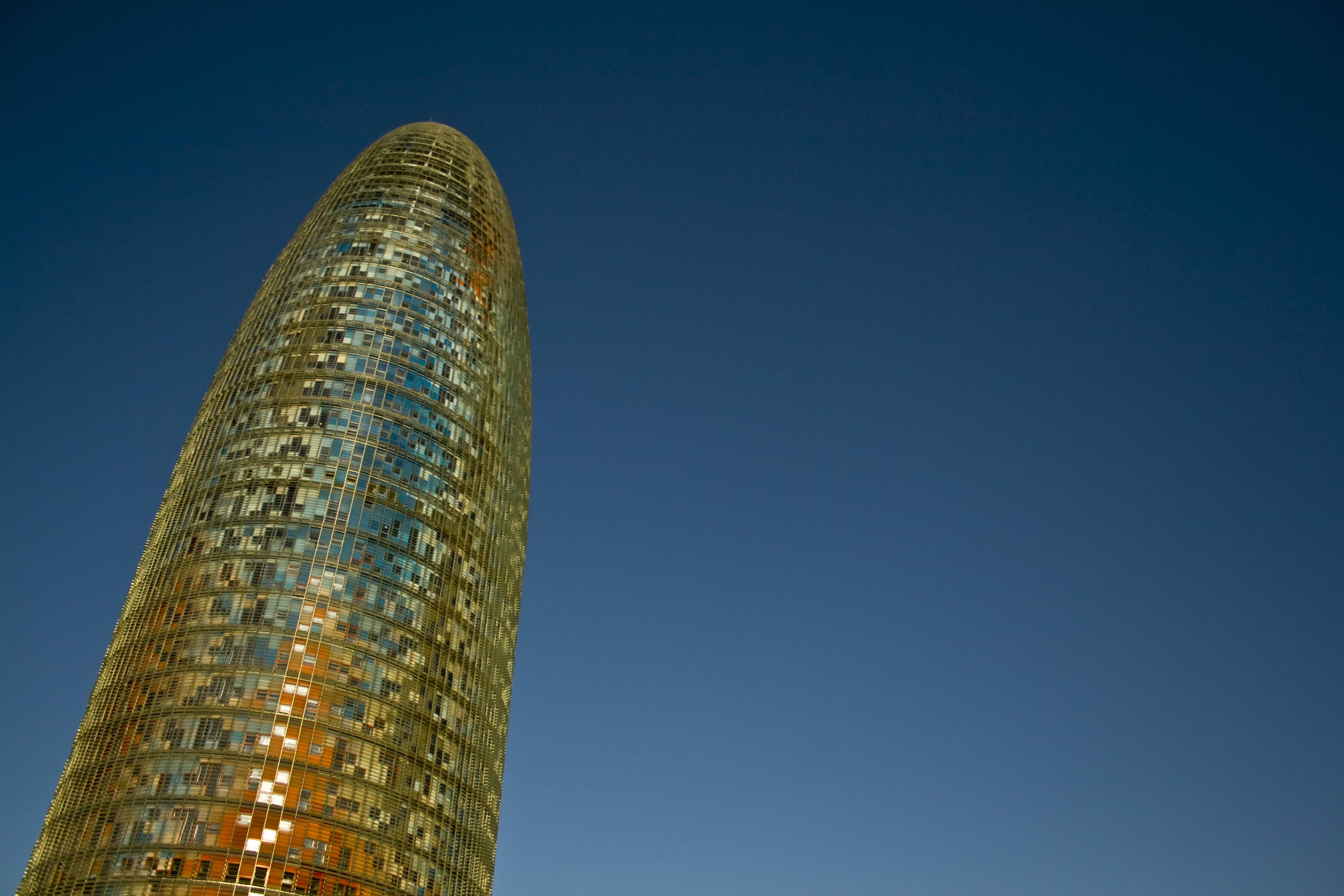
Башня Агбар (Барселона), Жана Нувеля.
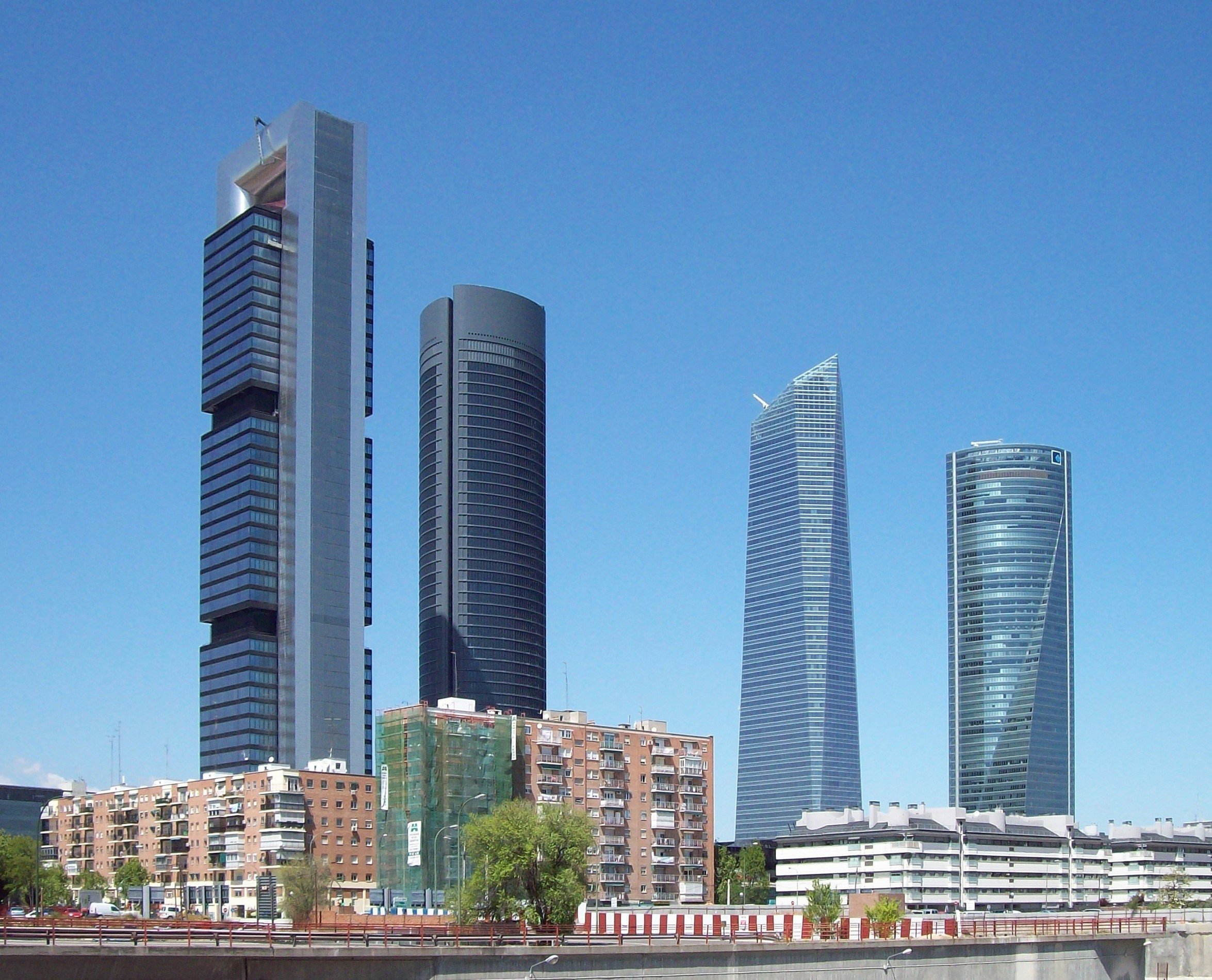
Небоскрёб бизнес-центра Куатро-Торрес (Мадрид)
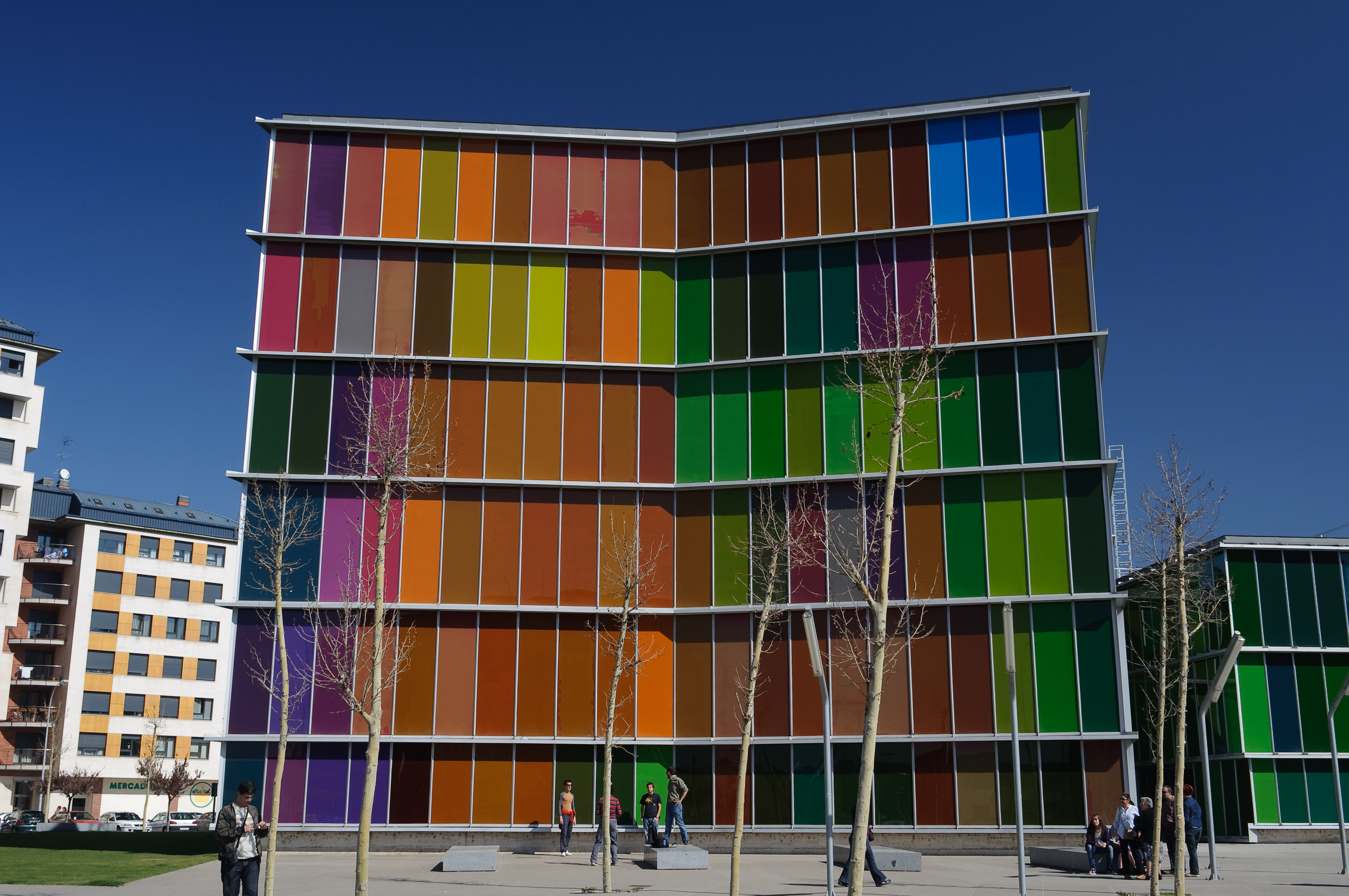
Фасад МУСАК (Леон), Mansilla+Tuñón, Премия Мис ван дер Роэ 2007 г.
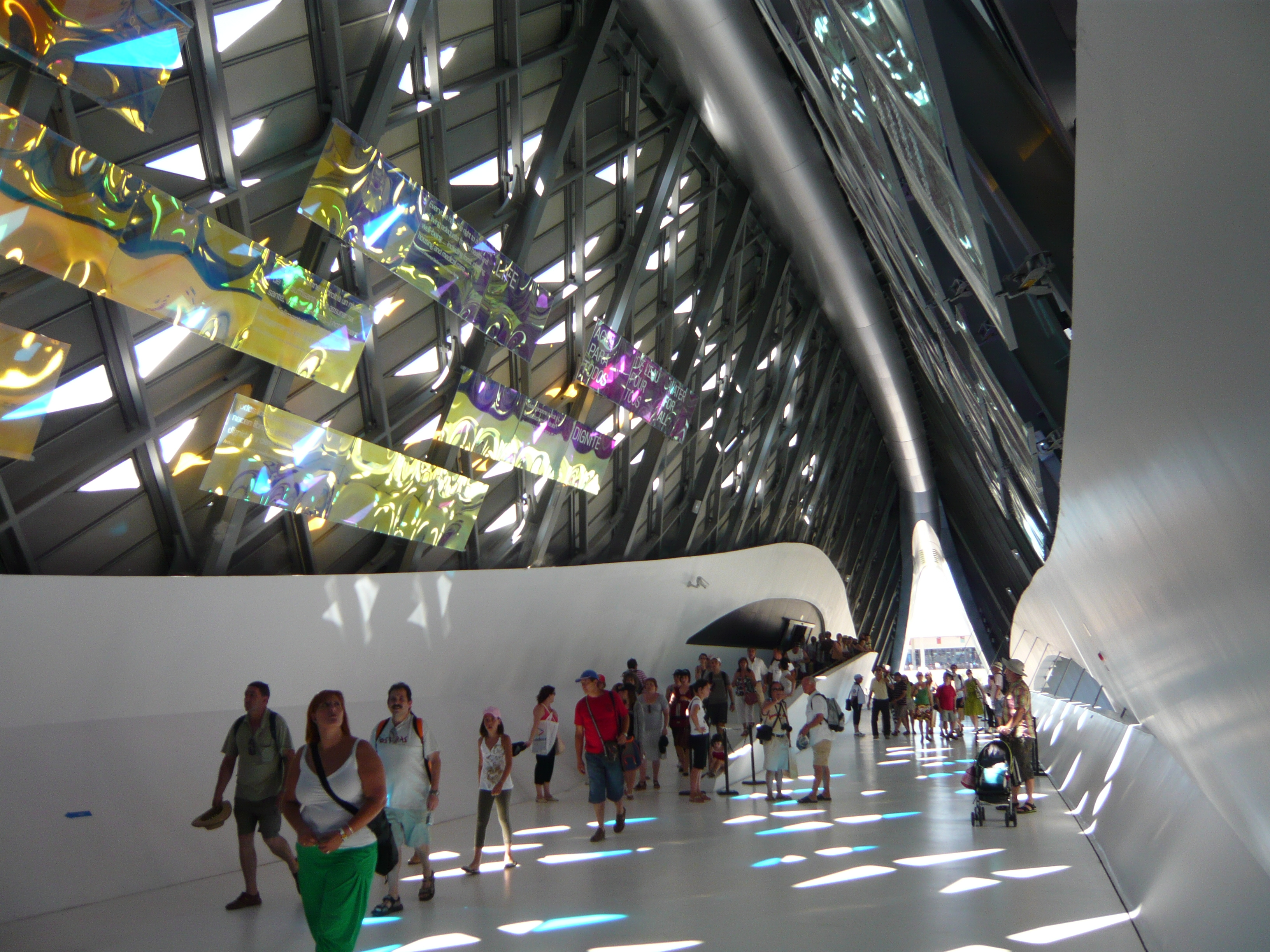
Мост-павильон на Всемирной выставке 2008 г. (Сарагоса), Захи Хадид
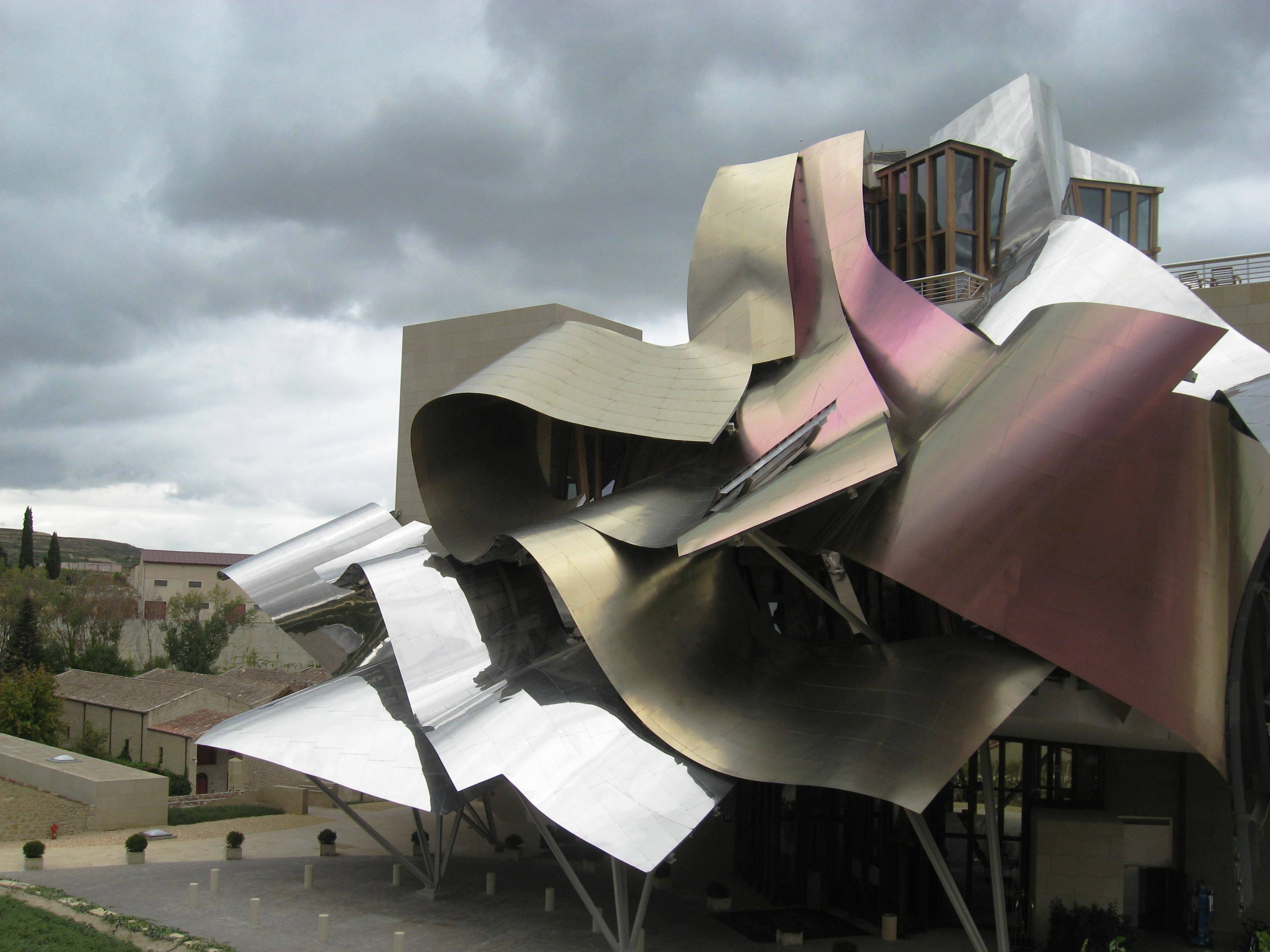
Отель и погреба Маркес-де-Рискаль (Эльцьего, Араба), Фрэнка Гери
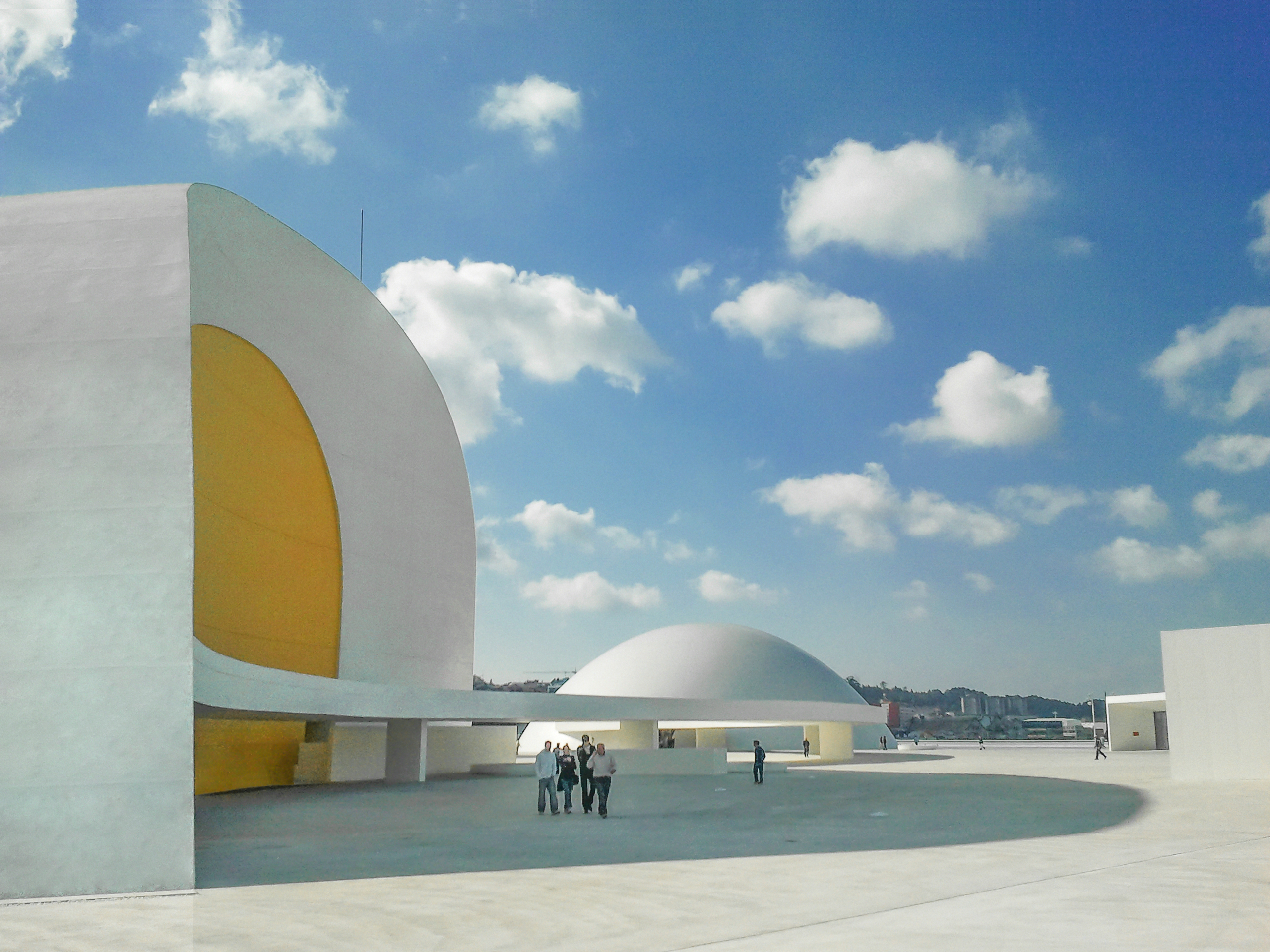
Центр Нимейера (Авилес, Астурия), единственная работа Оскара Нимейера в Испании.

## Народная архитектура
Из-за значительных различий в климатических и топографических условиях страны а также местных традиций, народная архитектура отличается очень большой разнообразостью. В зависимости от региона в качестве строительного материала используется известняк, шифер, гранит, глина (термически обработанная или необработанная), древесина и солома. Основным строительным материалом служат камень и глина, из дерева строят очень мало: на севере деревянными являются каркасы верхних этажей домов, а в центре — каркасы глинобитных домов. В равнинных (безлесных и пустынных) района строят из обожжённых и сырцовых кирпичей. Также используется довольно самобытный строительный материал глиняного происхождения под названием «тапиаль» (исп. tapial), получаемый следующим образом: глину (реже землю) смешивают с известью и утрамбовывают в дощатых формах в толщину стены поверх каменного фундамента здания (каменный фундамент используется повсеместно). После доски снимают, оставляя глину высыхать на солнце. Такой способ довольно архаичен, ещё Плиний Старший в своей «Естественной истории» упоминает, что предки испанцев, иберы, строили свои дома из земли. Преобладающим материалом для кровли является черепица, чаще используется т.н. «арабский» тип черепицы — это изогнутая, мелкая, хорошо обожженная черепица. В традиционных жилищах Галисии, Астурии, Леона, Ла-Манчи и т.н. Испанского Леванта кроют соломой и тростником, в Арагоне нередки шиферные кровли, а в баскско-наваррских областях крыши старинных домов издавна крыли дранкой и тёсом. Крыша — стропильная, чаще всего двухскатная, на севере и в центре также четырёхскатная, а на юге — односкатная. Конструкции и распределение сооружений также сильно варьируют в зависимости от местных обычаев и традиций. Некоторые из этих строений имеют собственные наименования: кортихо, кармен, баррака, касерио, пальясо, алькерия и т. д. В некоторых испанских регионах можно встретить примеры народной архитектуры с собственными очертаниями, как, например, архитектура Алисте в провинции Саморе. В совокупности испанская народная архитектура делится на три зоны в зависимости от конструкции, планировки и строительного материала: северную (Галисия, Астурия, Северный Леон, Сантандер, Страна Басков, Наварра и горная часть Арагона), центральную (Кастилия, центр Арагона, большая часть Леона и Эстремадуры, часть Каталонии) и южную (Андалусия, юг Каталонии и Испанский Левант). Типы традиционного испанского дома сложились в основном в XV-XVIII вв.
В целом испанская народная архитектура близка архитектуре других народов Средиземноморья, так и европейских (юг Франции, Апеннины, Балканы), так и ближневосточных и североафриканских. Вход чаще всего располагается с длинной стороны дома. Немаловажным архитектурным элементом традиционного испанского жилища являются веранды и крытые галереи, а также алеро (исп. alero) — навес, образованный выступающим краем крыши, и форма и величина которого различаются в зависимости от места. Особенно большие алеро на севере (таким образом они защищают от осадков) и юге Испании (где защищают уже от палящего солнца).
Одним из наиболее выраженных и сохранившихся типов традиционного жилища является касерио (исп. caserio), распространённый в Стране Басков и Наварре, а также населённых басками областях Франции. Касерио — чаще двухэтажный или реже одноэтажный дом с двухскатной, зачастую ассиметричной крышей, вход в который располагается с фронтонной стороны. В двухэтажных домах кладовки и стойла для скота располагаются не первом этаже, жилые помещения располагаются на втором этаже, первый этаж — каменный, второй — каркасный.
Традиционным жилищем Каталонии и Балеарских островов является масия (кат. masia) — двухэтажный каменный белёный дом с чердаком и черепичной крышей (чаще двух-, реже четырёхскатной). Вход расположен со стороны фронтона, по одну сторону от входа располагается кухня с камином, по другую — конюшня, на втором этаже располагается центральная сала и две спальни по бокам. Зачастую масия обладает крытыми наружными галереями с полукруглыми окнами. Масия вместе с комплексом хозяйственных построек представляет собой ферму, эволюционировавшую из древнеримских вилл.
Традиционное жилище Валенсии — баррака (исп. barraca) — двухэтажный дом с крутой двухскатной соломенной, тростниковой или черепичной крышей. Баррака строится из саманных кирпичей или тростникового каркаса, обмазываемого глиной (данный материал послужил названием для известного романа Висенте Бласко Ибанеса «Cañas y barro» (с исп. — «Тростник и ил»), действие которого развивается на похожей по своим характеристикам территории Альбуферы) и белёного. Вход в барраку располагается с торцевой стороны, поближе к стене. На первом этаже от двери до противоположного конца дома тянется коридор, разделённый продольной перегородкой от небольших комнатушек. Кухня располагается на улице или является отдельной пристройкой. На концах конька крыши располагают два креста, корни этого обычая уходит в XVI век, когда христиане таким образом помечали свои дома, отличая их от домов морисков. Происхождение баррак мало изучено, вероятно, они восходят к жилищам доримских времён.
В горной Галисии и близлежащих областях Леона и Астурии традиционным жилищем является пальясо (исп. и ирл. pallazo, ирл. palloza), представляющий собой примитивный каменный дом круглой формы, крытый соломой. Площадь пальясо достигает в диаметре 1-20 м, высота — до 2 м, толщина стен — около 60 см. Этот тип жилища кельтского происхождения, аналогичные постройки известны по археологическим раскопкам испанских кельтских крепостей-кастро и оппидумов, датирующихся периодом наибольшего оседания кельтских племен на северо-западе Пиренейского полуострова (VI—III вв. до н. э.), а также аналогичным находкам в Великобритании и Ирландии.
Астуро-галисийский дом, помимо непосредственно Астурии и Галисии, также распространён, Северном Леоне и Сантандере. Помимо Испании, такие дома встречаются в Португалии, во Франции, в Центральной Италии, Швейцарии и некоторых странах бывшей Югославии. Астуро-галисийский дом представляет собой гранитный прямоугольный дом с двухскатной крышей, крытой черепицей, или реже шифером и соломой. Чаще всего астуро-галисийские дома двухэтажные, но встречаются и одноэтажные. В двухэтажных домах хозяйственные постройки располагаются на первом этаже, на втором — жилые помещения.
В Андалусии встречаются два типа традиционного жилья: дом с патио (исп. casa con patio) и дом с террасой (исп. casa con terrado). Первые распространены в Нижней Андалусии, в Уэльве, в большей части Кадиса и Альмерии и в береговой части Гранады и Малаги; вторые — в провинции Кадис, Альмерии, Малаге, Гранаде, Мурсии и Аликанте, некоторых приморские поселках Валенсии, Кастельона, Таррагоны и Барселоны. Дома с патио типичны как для деревенской, так и для городской архитектуры. Они имеют свои истоки в древнегреческом и древнеримском жилье с атриумом, хотя также подвержены сильному арабскому влиянию. Традиционное жилище, схожее по планировке с испанскими домами с патио, также есть в островной Греции. Дома с террасами квадратной формы, чаще всего однокамерные или с хлипкими перегородками, обладают плоской крышей. Такие дома известны во всём Средиземноморье.
Традиционные жилища центра Испании («кастильские дома») характеризуются тем, что хозяйственные помещения располагаются во дворе в отдельных строениях. Кастильский дом в=одноэтажный в деревнях с разбросанной планировкой и двухэтажный в вильях — малых городках. Особенностью двухэтажных кастильских домов является второй этаж, нависающий над первым. Опорой для верхних этажей служат потолочные балки и столбы, образующие сопортали. Нередко по верхнему этажу тянется деревянный балкон.
В провинциях Гранада, Альмерия, Кордова и Хаэн до сих пор встречаются посёлки, состоящие из пещерных жилищ.

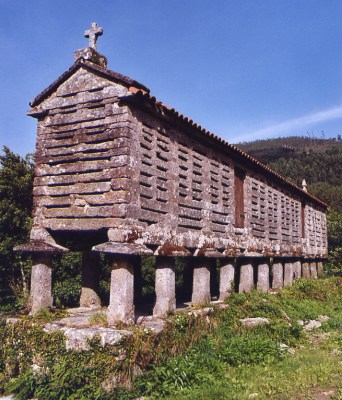
Оррео (Галисия) — приподнятое над землёй зернохранилище, типичное для Галисии, Астурии y Кантабрии.
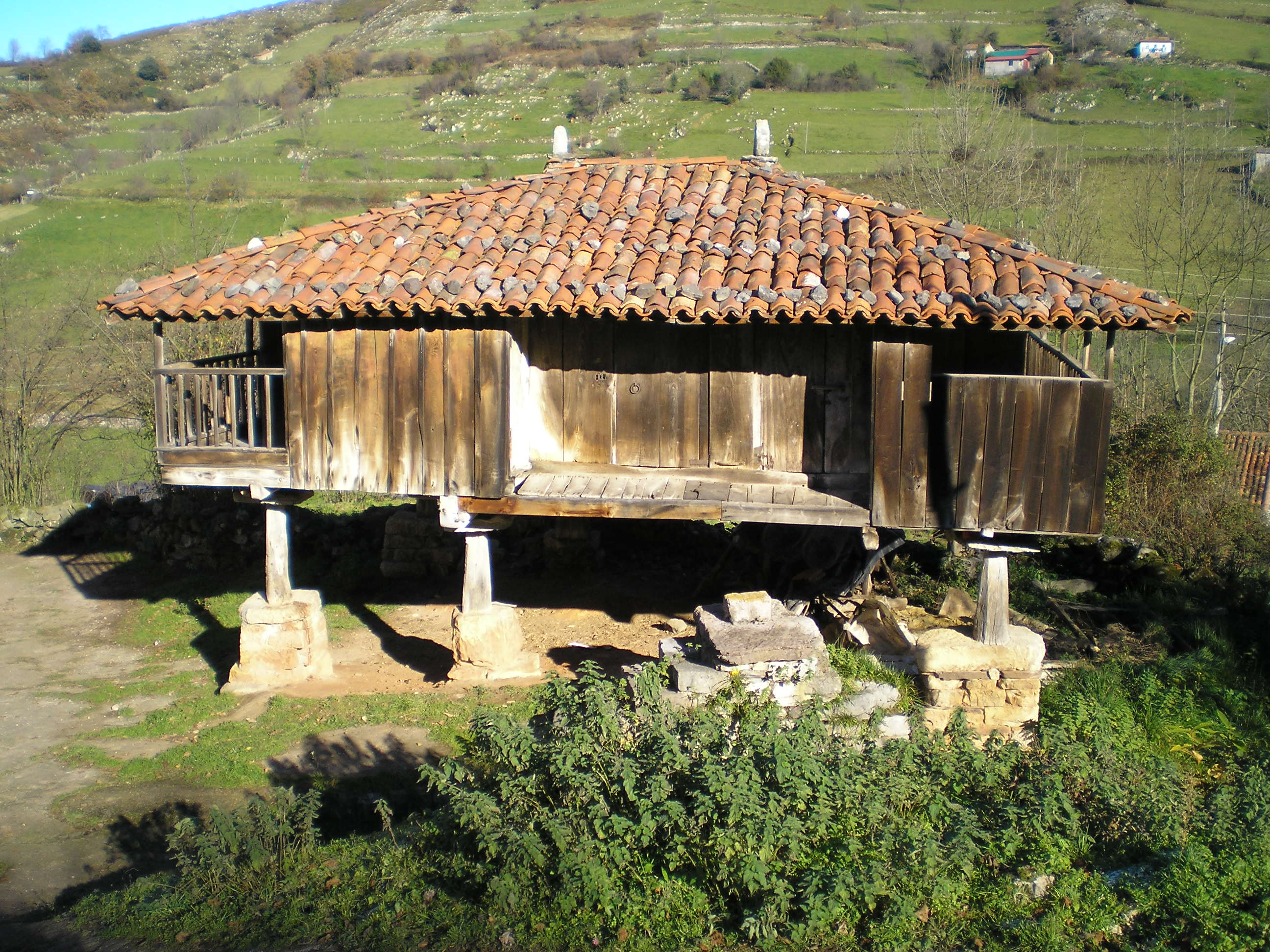
Астурийский оррео (в данном случае — хлебный амбар), характерной чертой является четырёхскатная крыша, тогда как у галисийского двускатная.
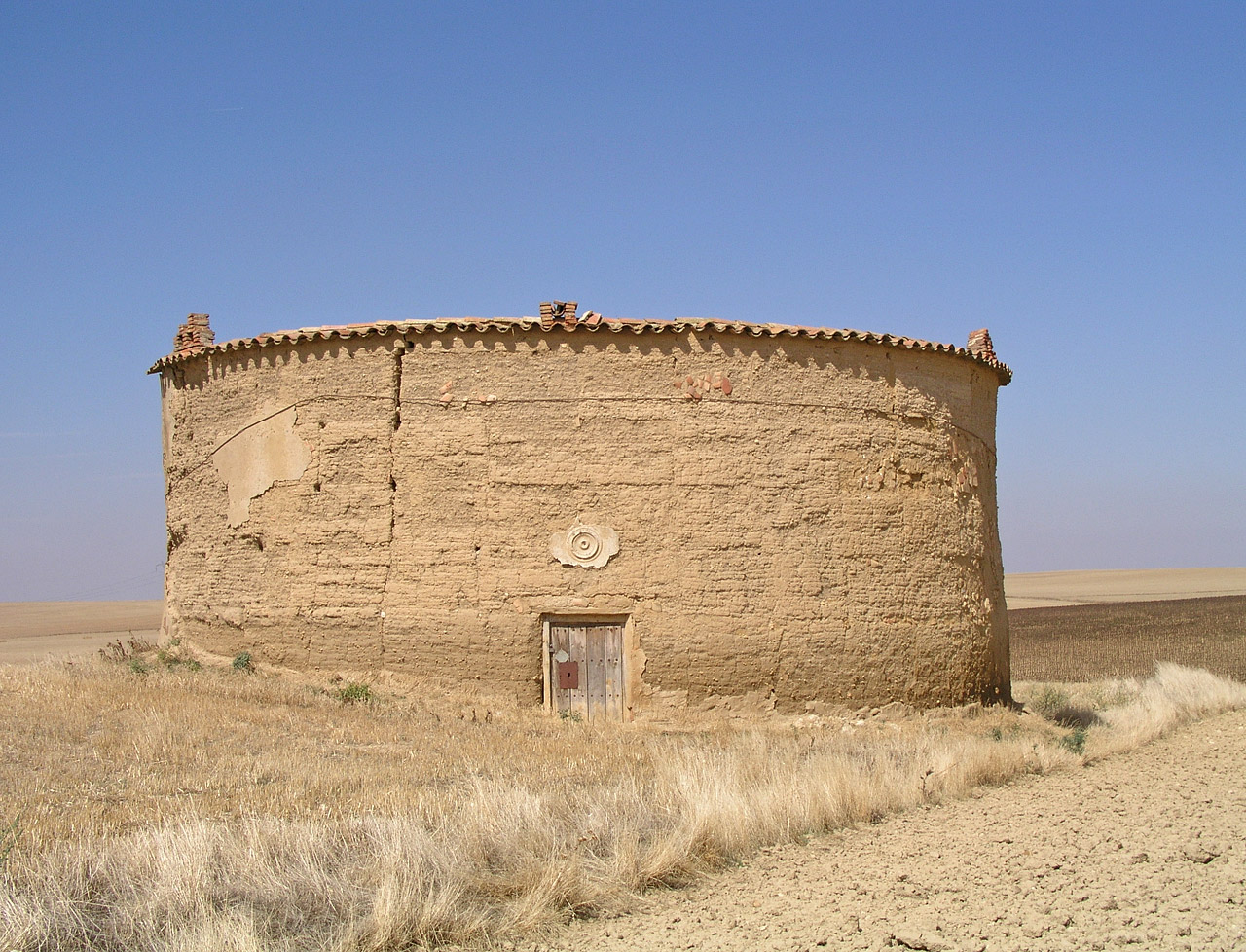
Голубятня (Тьерра-де-Кампос, Кастилия-Леон)
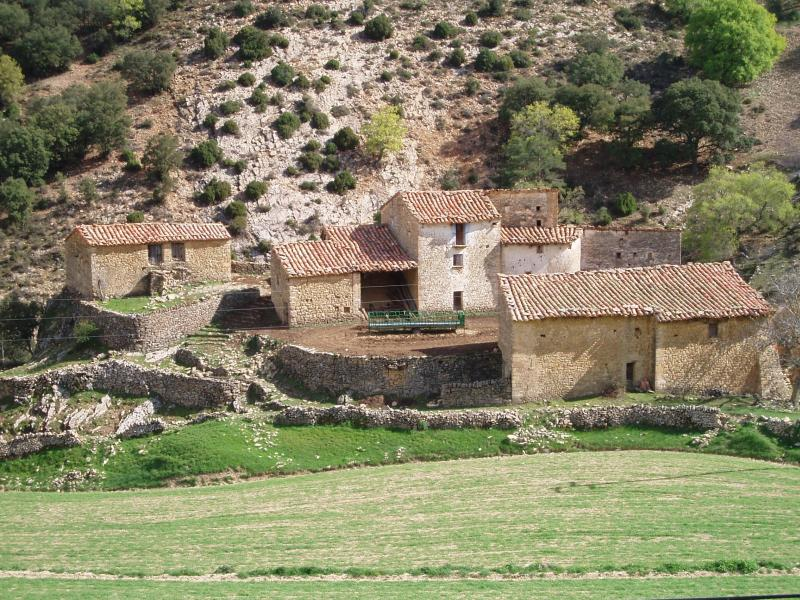
Масия в Кастельоне
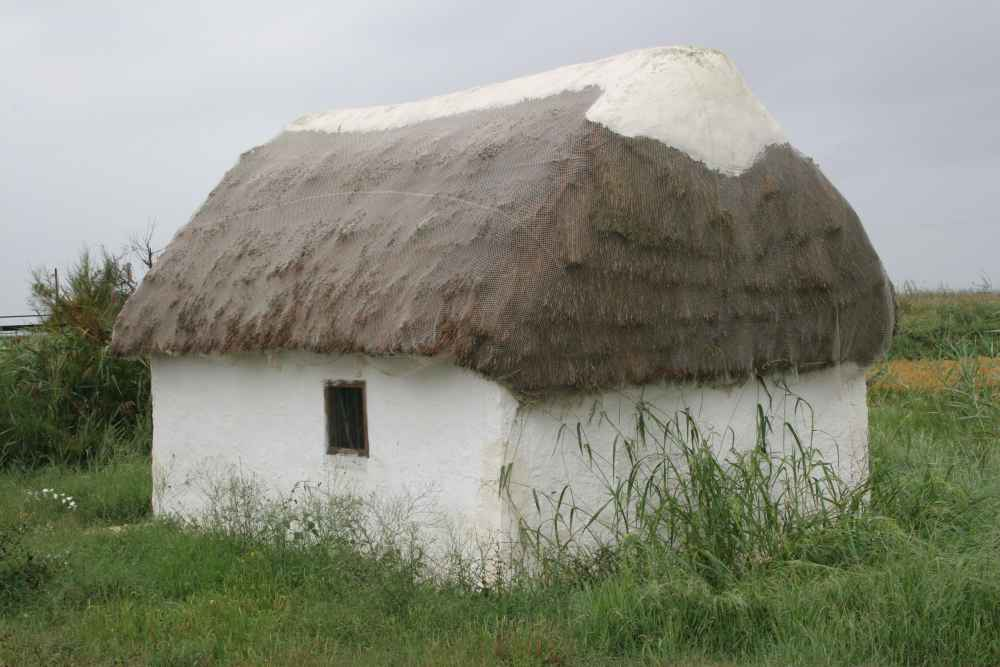
Баррака в дельте Эбро.
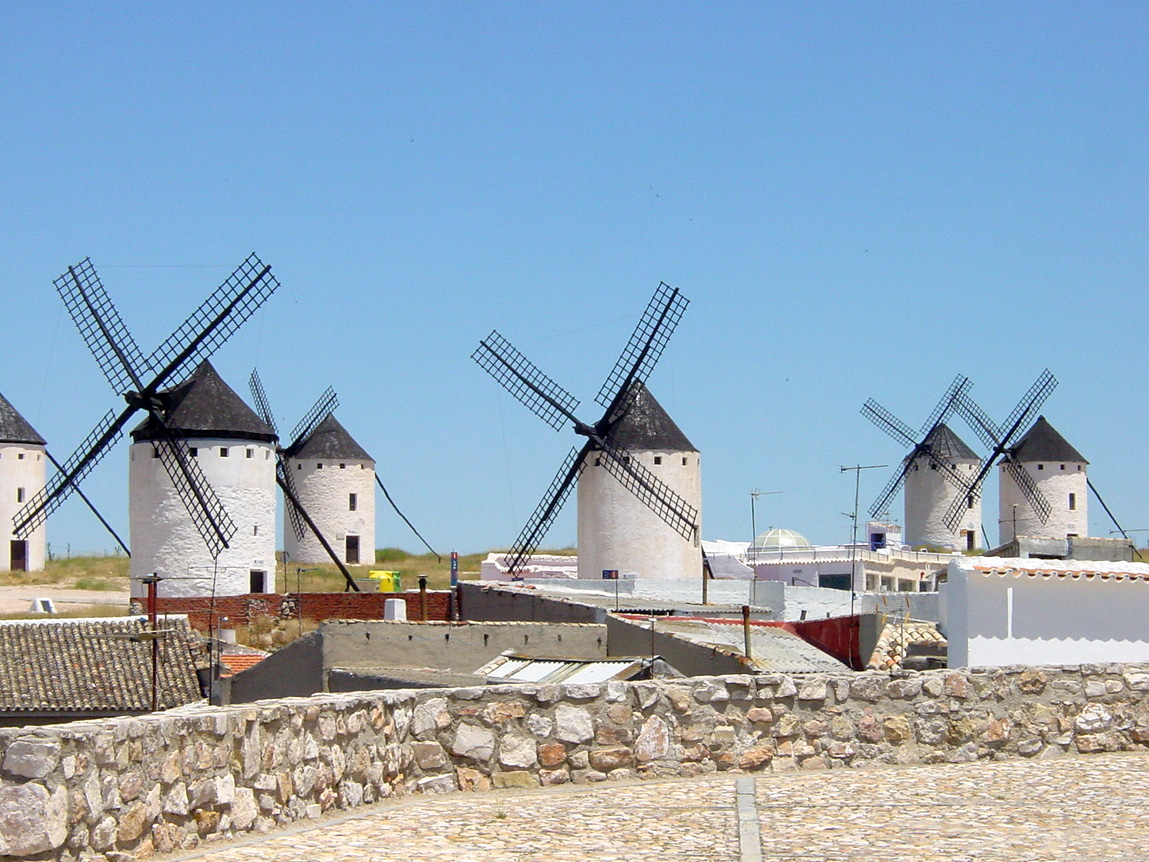
Ветряные мельницы в городе Кампо-де-Криптана (Ла-Манча); данный тип мельниц — ближневосточного происхождения, попал в Испанию в XVIв., незадолго до того, как его обессмертил Сервантес. Древне́е в Испании традиция водяных мельниц.
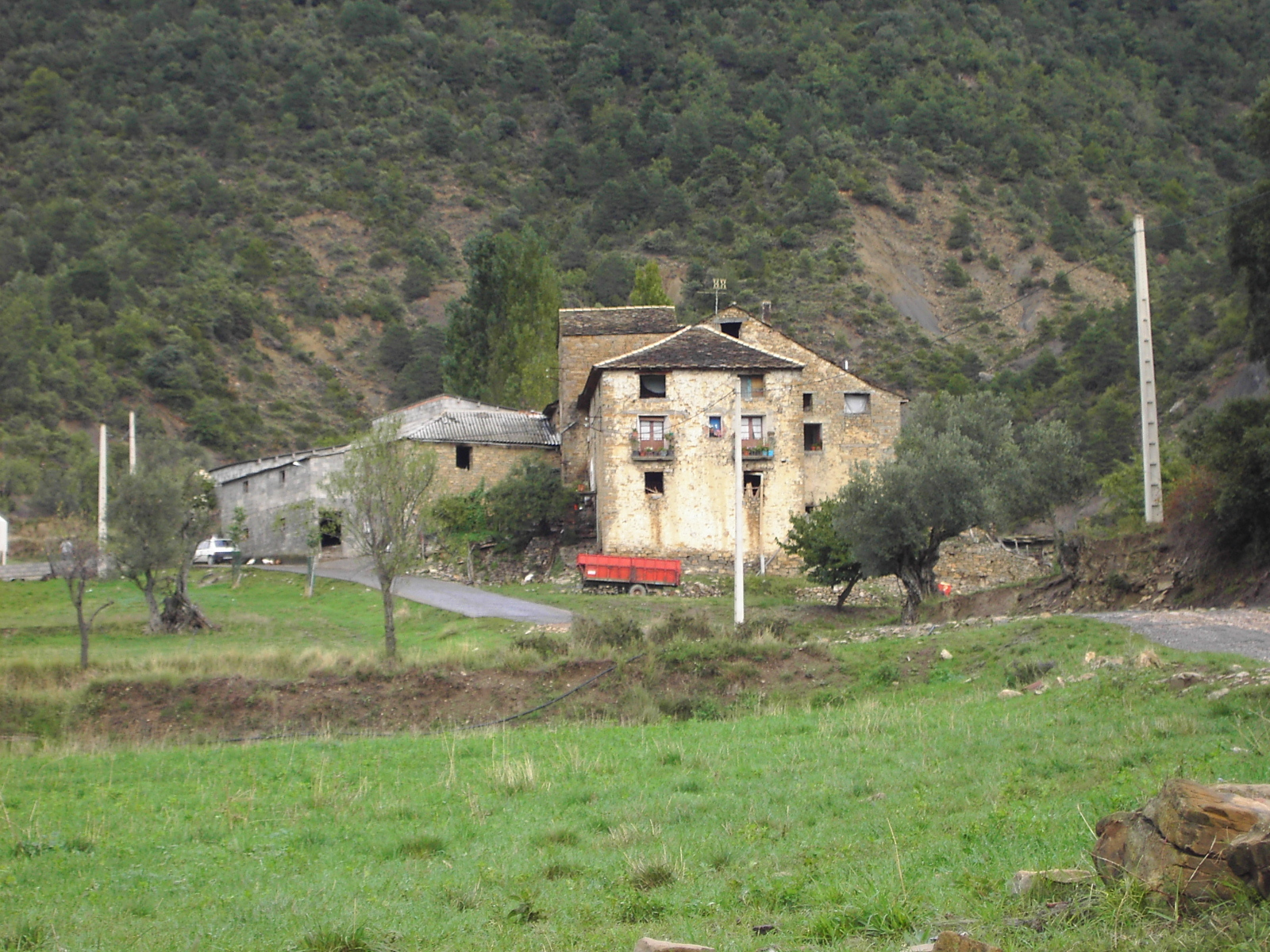
Касерио Ласкорц (Ла-Фуэва, провинция Уэска).
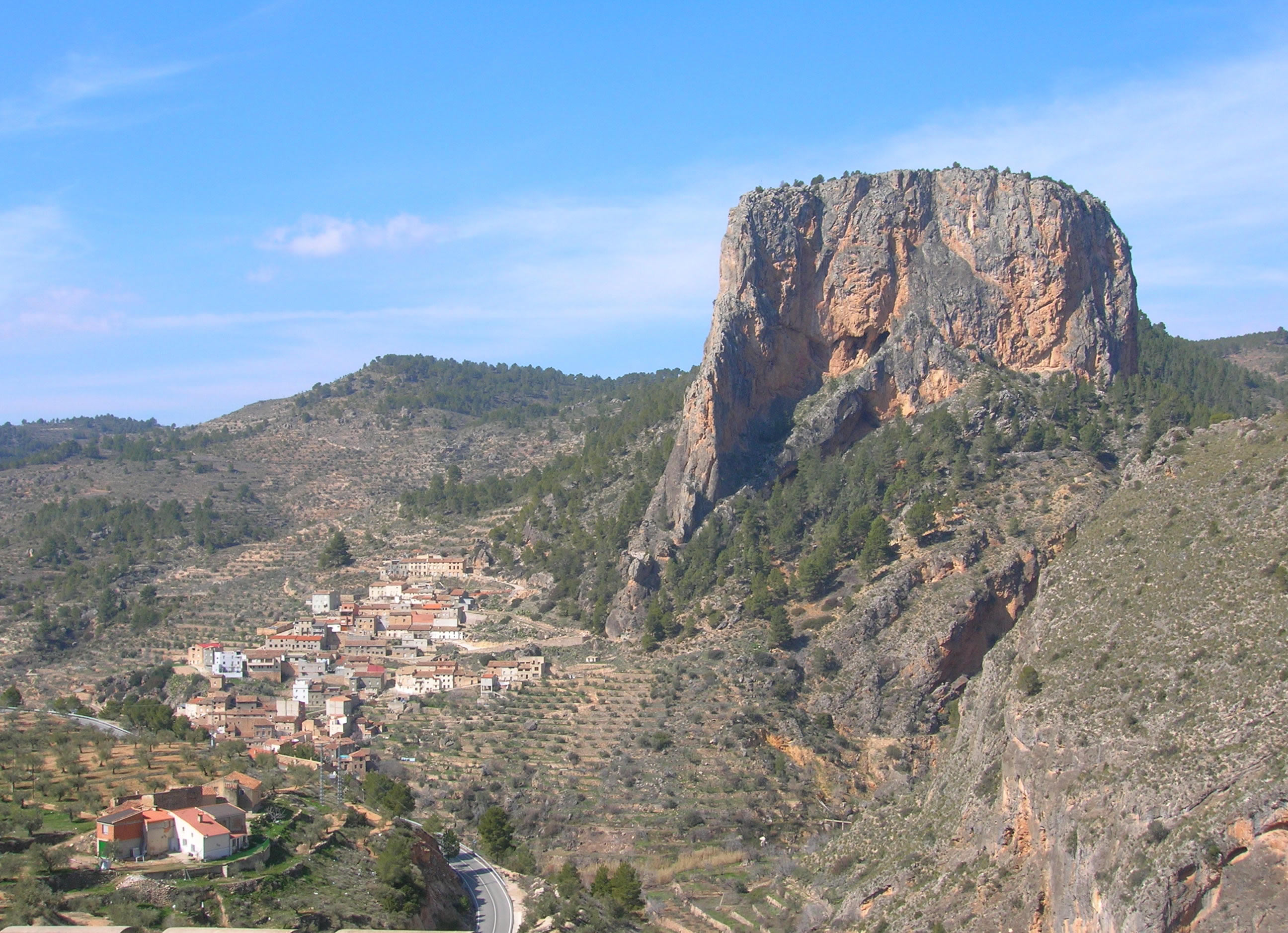
Посёлок Ройо-Одреа (Айна, провинция Альбасете). В сухой Испании сосредоточенность населения в скученных поселениях является нормой. Считается, что побеление известняком фасадов выполняет не только термоизоляционную, но и санитарную функцию, а также распределяет прочность материала, из которого построены стены. Место могло быть выбрано из оборонительных соображений или исходя из доступности лесных, животноводческих и аграрных ресурсов.
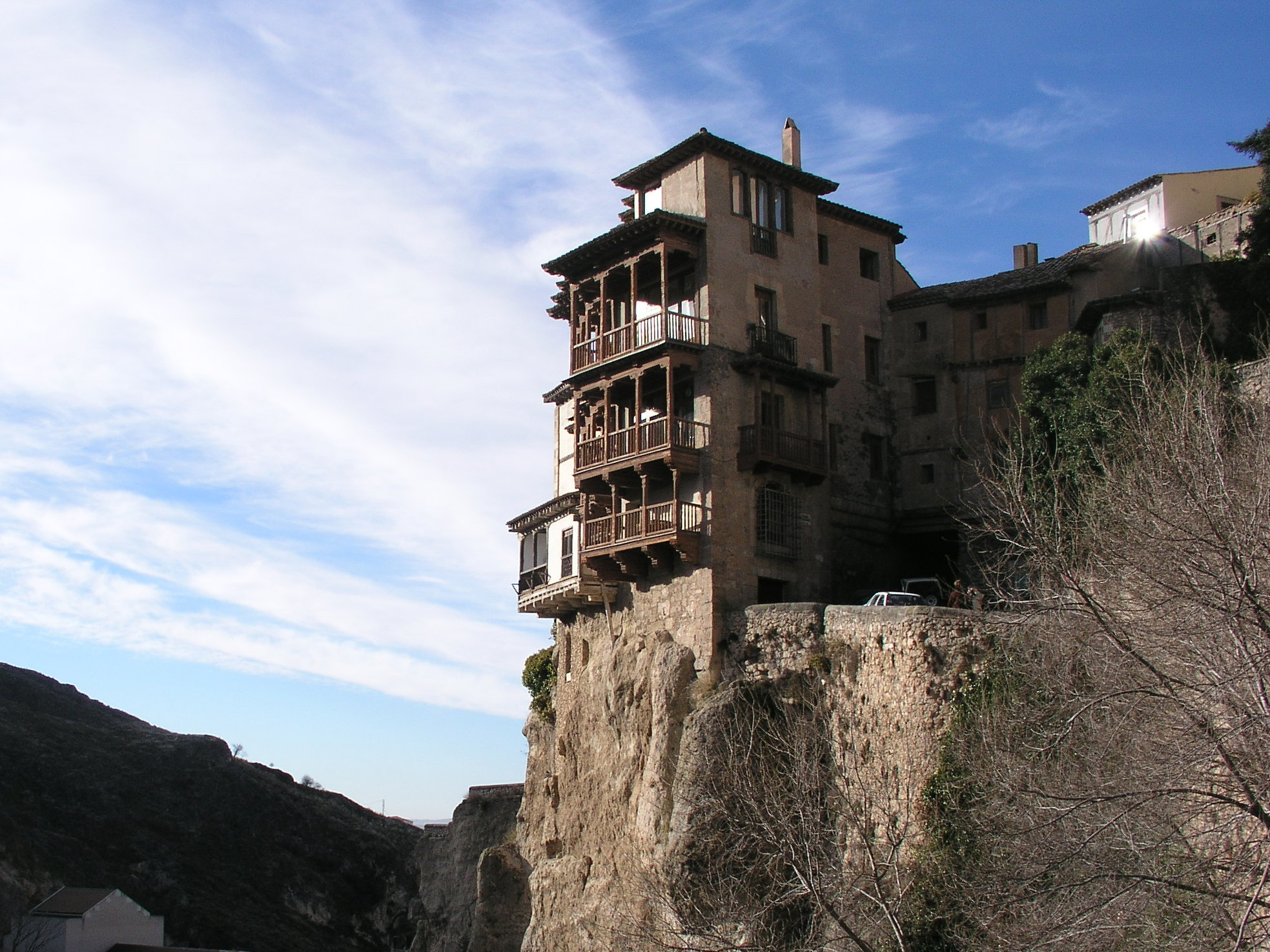
Висячие дома (Куэнка). Сложное местоположение вынуждает максимально использовать доступное пространство. Также характерно для народной архитектуры —как сельской, так и, в данном случае, городской— применение местных материалов (древесины, которой изобилует Серрания).
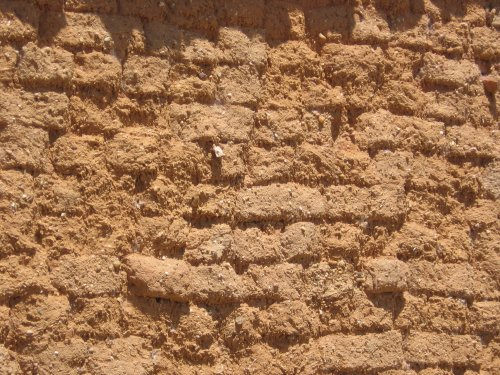
Стена из саманных кирпичей и облупленной облицовкой, северо-запад Испании
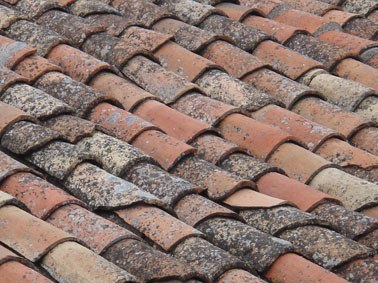
Черепица на крыше в Кольменар-де-Ореха. На изображении показан наиболее часто встречающийся вид укладки, несмотря на то, что в провинции Сеговии традиционно укладывать только нижние. В Средние века и Раннее Новое время наличие черепицы указывало на особый достаток владельцев дома, так как жилища бедняков покрывались ветками, травами и другими более доступными материалами: «Где есть черепица, там есть и деньги.»
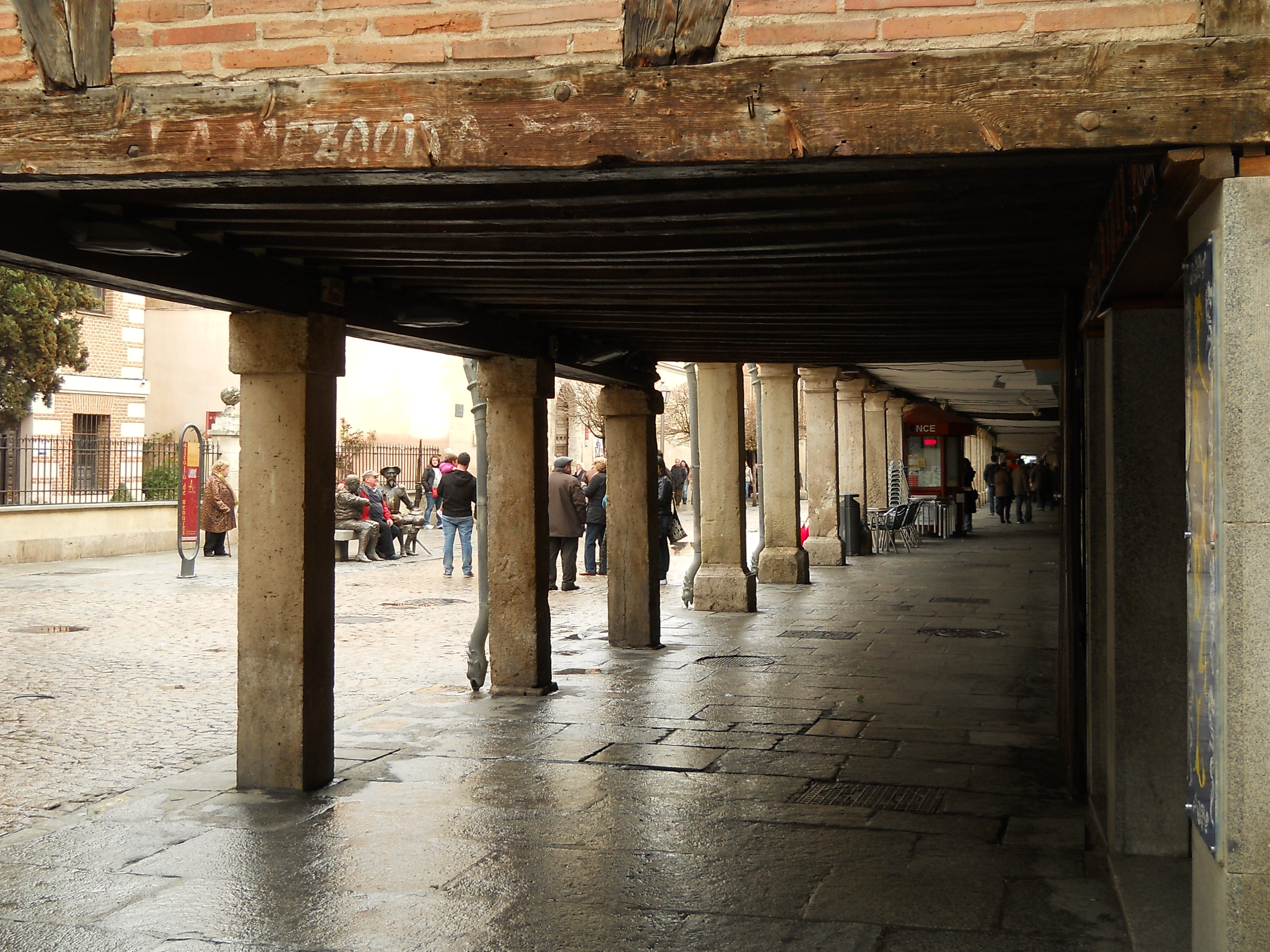
Улица Майор в Алькале-де-Энарес. Крытые галереи были особой, характерной для испанского градостроительства конструкцией. В данном случае, в них можно найти любопытные элементы бывшего еврейского квартала, такие как валганги, контрастирующие с прямолинейной планировкой галерей (вдоль ранее существовавшего пути, который соединял древнеримский центр с окраинами, на которых, как правило, располагалась главная площадь).